# Список «иностранных агентов» (Россия)
«Иностра́нный аге́нт» в Росси́и — статус, присваиваемый в России лицам, которые, по утверждению российских властей, получают иностранную поддержку или находятся под «иностранным влиянием».

## «Иностранный агент» в России
На деятельность «иностранных агентов» государство накладывает ряд ограничений и требований.
По состоянию на март 2021 года «иностранные агенты» в России делятся на три группы, которые в разные годы были определены законодательно:
- Некоммерческие организации — «иностранные агенты» — с 2012 года[2][3].
- СМИ — «иностранные агенты» — с 2017 года[4].
- Физические лица — «иностранные агенты» с 2020 года[5]. Физическое лицо — «иностранный агент» может быть дополнительно признано СМИ, что влечёт для него обязанность регистрации соответствующего юридического лица[5].

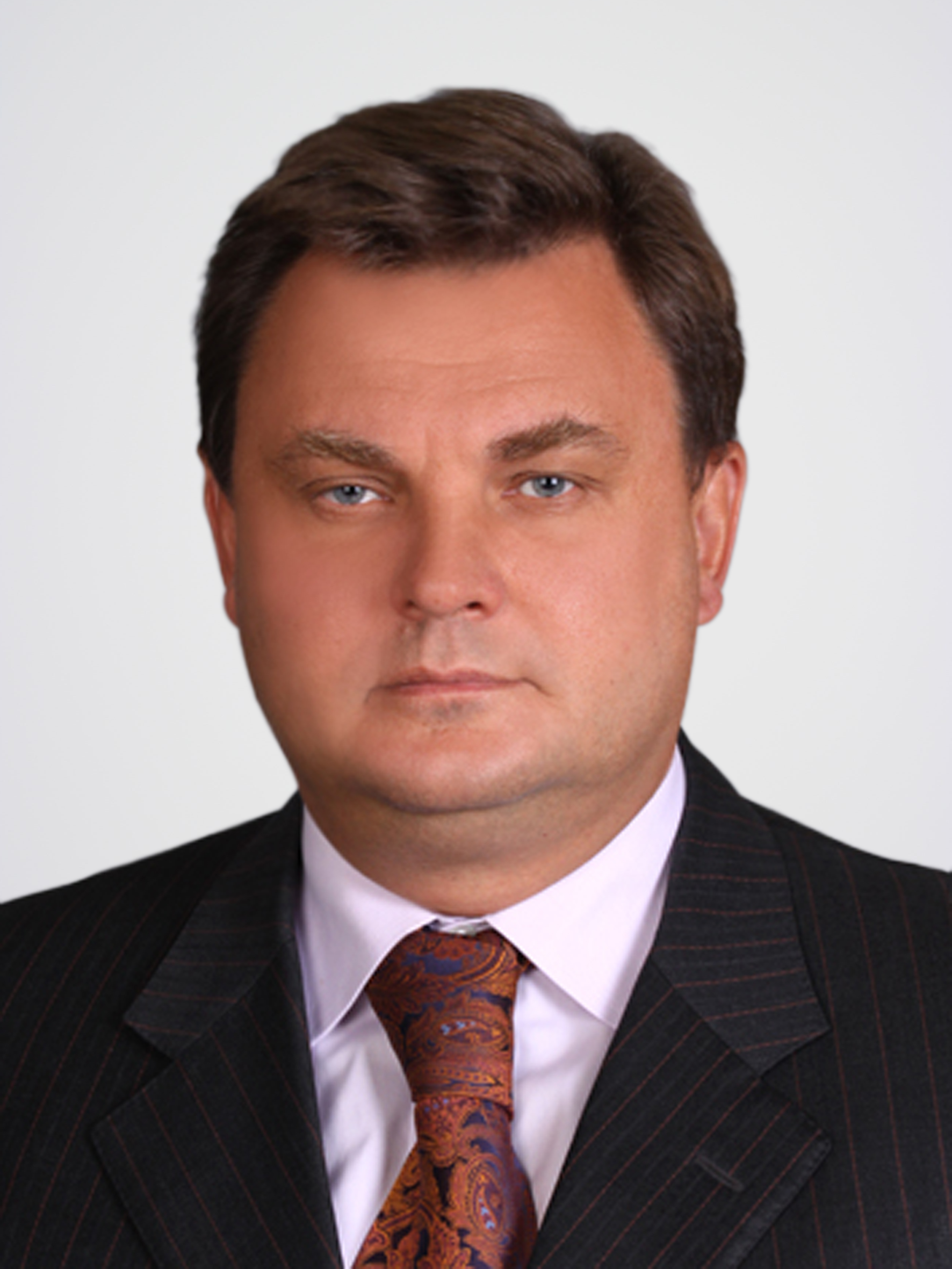
Министр юстиции РФ Константин Чуйченко

- Незарегистрированные общественные объединения — «иностранные агенты» — с 2021 года[6].

Реестры (списки) «иностранных агентов» ведёт Министерство юстиции РФ (министр с 2020 года — К. А. Чуйченко), добавляя в них информацию или удаляя оттуда организации.
Законом предусмотрена обязанность организации, выполняющей функции «иностранного агента», самостоятельно сообщить об этом в Минюст, инициировав своё включение в реестр. Однако Министерство юстиции Российской Федерации может установить статус НКО как «иностранного агента» по своей инициативе и потребовать от НКО подать заявление о включении в реестр. При отказе НКО от подачи такого заявления Минюст имеет право оштрафовать организацию или приостановить её работу на срок до полугода. Решение Минюста может быть оспорено в судебном порядке.
Начиная с 1 декабря 2022 года ведётся единый реестр «иностранных агентов».

### История
Поскольку включение в реестр многими расценивалось как навешивание на НКО негативно окрашенного ярлыка, который наносил удар репутации и представлял НКО неким враждебным элементом (в связи с толкованием словосочетания «иностранный агент» как синонима словосочетания «иностранный шпион»), после принятия закона НКО не особенно активно исполняли его требования. Так, по данным на 1 августа 2014 года в реестр были включены лишь 11 организаций, несмотря на то, что официальными лицами всего через четыре месяца после принятия закона заявлялось о 654 организациях — потенциальных кандидатах на попадание в список. При этом, хотя ряд специалистов указывают на необходимость учёта «иностранных агентов» как лоббистов, считается, что ущерб репутации сохраняется и после исключения организации из реестра.
В дальнейшем число НКО в реестре начало увеличиваться. Так, по состоянию на март 2017 года в реестре состояло уже 102 организации, при этом части из них удалось добиться формального исключения. Однако Минюст продолжал отображать их в списке на своём сайте, указывая дату и причину прекращения статуса «иностранного агента». Ведение реестра регулировалось ведомственным приказом Минюста, который не предусматривал полного вычёркивания информации, и, к тому же, применялся непоследовательно. Так, в октябре 2015 года из реестра ненадолго исчезли сведения об организациях, которые были исключены из него, но вскоре эти сведения вернулись в реестр. В результате в январе 2016 года Костромской центр поддержки общественных инициатив обжаловал в Верховном суде приказ Минюста о порядке ведения реестра некоммерческих организаций, выполняющих функции «иностранного агента», заявив, что он противоречит федеральному закону об НКО и что продолжение присутствия в опубликованном реестре организации, которая прекратила выполнять функции «иностранного агента», наносит ущерб её деловой репутации. По итогам юридических разбирательств, несмотря на первоначальную позицию Минюста о соответствии такого порядка ведения реестра закону, приказ был откорректирован, а сведения об организациях, переставших выполнять функции «иностранного агента», в марте 2017 года были полностью исключены из реестра. Графы о дате и причине исключения в самом реестре при этом остались.

### Статистика
По данным Deutsche Welle, из 200 НКО, признанных «иностранными агентами» с 2013 года по февраль 2021 года, 45 уже не выполняют функции «иностранного агента», 56 совершили добровольный самороспуск, 16 ликвидированы судом, 8 исключены из ЕГРЮЛ и 75 сохраняются в реестре. У находящихся в реестре следующие профили:
- 15 — права человека,
- 14 — гражданское просвещение,
- 8 — борьба с ВИЧ,
- 7 — поддержка СМИ,
- 7 — помощь нуждающимся,
- 23 — другое.

Среди них 25 организаций из Москвы, 13 — из Санкт-Петербурга, 7 — из Екатеринбурга и 30 — из других регионов России.

## Списки «иностранных агентов»

### Некоммерческие организации, признанные «иностранными агентами»
Внесены в реестр со ссылкой на статью 32 Федерального закона от 12.01.1996 № 7-ФЗ «О некоммерческих организациях».
| №  | Наименование | Адрес                                                                                            | ИНН         | Реестровый номер | Дата включения в реестр | Дата исключения из реестра |
| -- | --- | ------------------------------------------------------------------------------------------------ | ----------- | ---------------- | ----------------------- | -------------------------- |
| 1  | Автономная некоммерческая организация Краснодарский центр современного искусства «Типография»                                                                                       | 350010, г. Краснодар, ул. Зиповская, д. 5, лит. Ы, пом. 1-10                                     | 2314050695  | 623220006        | 06.05.2022              |                            |
| 2  | Красноярская региональная общественная организация поддержки и развития альтернативных образовательных технологий и межкультурных коммуникаций «Интерра»                            | 660077, Красноярский край, г. Красноярск, ул. 78 Добровольческой бригады, д. 23, кв. 103         | 2412011693  | 324220005        | 08.04.2022              |                            |
| 3  | Автономная некоммерческая организация для издания научно-популярной газеты «Троицкий вариант — Наука»                                                                               | 142191, г. Москва, г. Троицк, Микрорайон «В», д. 52                                              | 7714054320  | 677220002        | 24.03.2022              | 26.04.2023                 |
| 4  | Благотворительный фонд развития филантропии «КАФ» | 101000, г. Москва, ул. Мясницкая, д. 24/7, стр. 1, пом. I                                        | 7714013458  | 677220003        | 24.03.2022              |                            |
| 5  | Автономная некоммерческая экологическая организация «Друзья Балтики» | 198516, Санкт-Петербург, город Петергоф, улица Разводная, дом 12, квартира 101                   | 7814052473  | 678220004        | 24.03.2022              | 27.09.2022                 |
| 6  | Региональная национально-культурная общественная организация «Туба калык» (Тубалары)                                                                                                | 649000, Республика Алтай, г. Горно-Алтайск, ул. Заводская, д. 6                                  | 0212010250  | 302220001        | 03.02.2022              | 02.11.2023                 |
| 7  | Автономная некоммерческая организация по реализации социально-правовых программ «Лилит»                                                                                             | 690001, Приморский край, г.о. Владивостокский, г. Владивосток, ул. Дальзаводская, д. 2, каб. 215 | 2514050629  | 625210010        | 17.12.2021              | 12.04.2024                 |
| 8  | Ассоциация по содействию защите прав призывников, альтернативнослужащих и военнослужащих «Правозащитная группа „Гражданин.Армия.Право“»                                             | 127051, г. Москва, Малый Каретный пер., д. 12                                                    | 7714061560  | 677210009        | 03.12.2021              | 13.12.2024                 |
| 9  | Автономная некоммерческая организация «Нижегородский центр немецкой и европейской культуры»                                                                                         | 603006, Нижегородская область, г. Нижний Новгород, ул. М. Горького, д. 152, кв. 29               | 5214050310  | 652210007        | 29.09.2021              |                            |
| 10 | Ивановская областная общественная организация «Центр гендерных исследований» | 153000, Ивановская обл, Иваново г, Садовая ул, д. 11, кв. 7                                      | 3712010103  | 337210008        | 29.09.2021              |                            |
| 11 | Некоммерческая организация «Фонд защиты прав граждан „Штаб“» | 450057, Республика Башкортостан, г. Уфа, ул. Пушкина, д. 109                                     | 0314010541  | 603210005        | 23.07.2021              |                            |
| 12 | Автономная некоммерческая организация «Институт права и публичной политики» | 129090, г. Москва, Ботанический пер., д. 7, эт. 3, пом. I, ком. 21, оф. А4Н                      | 7714051552  | 677210004        | 15.07.2021              |                            |
| 13 | Некоммерческая организация «Фонд борьбы с коррупцией» | 115304, Москва, ул. Каспийская, д. 22, корп. 1, оф. 5                                            | 7714017367  | 677210002        | 12.05.2021              |                            |
| 14 | Межрегиональный профессиональный союз работников здравоохранения «Альянс врачей» | 109451, Москва, ул. Братиславская, д. 18, корп. 1, кв. 483                                       | 7712112237  | 277210001        | 03.03.2021              |                            |
| 15 | Автономная некоммерческая организация «Центр по работе с проблемой насилия „Насилию.нет“»                                                                                           | 111398, Москва, ул. Перовская, д. 26, корп. 2, пом. I, комн. 5                                   | 7714058064  | 677200010        | 29.12.2020              |                            |
| 16 | Красноярская региональная общественная организация «Мы против СПИДа» | 660049, г. Красноярск, ул. Сурикова, д. 12, оф. 4-10                                             | 2412011120  | 324200007        | 25.12.2020              |                            |
| 17 | Программно-целевой благотворительный фонд «Свеча» | 195271, Санкт-Петербург, Брюсовская улица, дом 20, литера А, квартира 97                         | 7814010518  | 678200008        | 25.12.2020              | 27.06.2022                 |
| 18 | Санкт-Петербургский благотворительный фонд «Гуманитарное действие» | 197022, Санкт-Петербург, проспект Каменноостровский, дом 63, литер А, помещение 8-Н              | 7814012557  | 678200006        | 21.12.2020              | 09.09.2022                 |
| 19 | Межрегиональная общественная организация реализации социально-просветительских инициатив и образовательных проектов «Открытый Петербург»                                            | 199106, Санкт-Петербург, Большой проспект В.О., дом 62, квартира 74                              | 7812011673  | 278200004        | 21.12.2020              | 01.12.2023                 |
| 20 | Фонд содействия правовому просвещению населения «Лига избирателей» | 105066, Москва, пр-д Елоховский, д. 1, стр. 3                                                    | 7714013959  | 677200002        | 22.05.2015              | 28.10.2020                 |
| 21 | Некоммерческая Организация Фонд «Правовая инициатива» | 386102, Республика Ингушетия, г. Назрань, Муниципальный округ ЦМО , ул. Московская, д. 5         | 061401115   | 606190013        | 13.12.2019              |                            |
| 22 | Некоммерческая организация «Фонд борьбы с коррупцией» | 115280, Москва, ул. Ленинская слобода д. 19, оф. 21а                                             | 7714013315  | 677190009        | 09.10.2019              |                            |
| 23 | Пензенский региональный общественный благотворительный фонд «Гражданский Союз» | 440600, Пензенская обл, Пенза г, Урицкого ул, 62, 2026                                           | 5812030037  | 358190008        | 15.05.2019              |                            |
| 24 | Общественная организация «Саратовский областной еврейский благотворительный Центр „Хасдей Ерушалаим“» (Милосердие)                                                                  | 410005, г. Саратов, ул. Университетская, д. 65/73                                                | 6412011203  | 364190005        | 12.03.2019              | 16.06.2022                 |
| 25 | Частное учреждение «Центр поддержки и содействия развитию средств массовой информации»                                                                                              | 101000, Москва, пер. Лучников, д.7/4, стр.5, пом.24, комн.1                                      | 7714042706  | 677190004        | 19.02.2019              |                            |
| 26 | Региональная общественная организация содействия соблюдению прав человека «Горячая Линия»                                                                                           | 127994, Москва, ул. Каланчёвская, д. 47, пом. I, ком. 1-5                                        | 77120114892 | 377190003        | 13.02.2019              |                            |
| 27 | Фонд «В защиту прав заключённых» | 129090, Москва, ул. Каланчёвская, д. 47, эт. 1, помещ. VIII, комн. 1-5                           | 7714011621  | 677190002        | 13.02.2019              |                            |
| 28 | Автономная некоммерческая организация «Институт глобализации и социальных движений»                                                                                                 | 125319, г. Москва, ул. Красноармейская, д. 29., кв. 43                                           | 7714050153  | 677180006        | 24.12.2018              |                            |
| 29 | Автономная некоммерческая организация противодействия эпидемии вич/спида и охраны здоровья социально-уязвимых групп населения «Центр социально-информационных инициатив „Действие“» | 195298, Санкт-Петербург, пр. Косыгина д.27, корп.1, кв.281                                       | 7814051695  | 678180007        | 24.12.2018              |                            |
| 30 | Благотворительный фонд охраны здоровья и защиты прав граждан | 423827, Республика Татарстан, г. Набережные Челны, бульвар Юных Ленинцев, д. 1, кв. 253          | 1614010548  | 616180003        | 10.07.2018              | 18.04.2022                 |
| 31 | Благотворительный фонд помощи осуждённым и их семьям | 115172, Москва, Новоспасский пер., д. 3, корп. 2, пом. ХХ, эт. 1                                 | 7714014930  | 677180002        | 07.05.2018              |                            |
| 32 | Городской благотворительный фонд «Фонд Тольятти» | 445037, Самарская область, г. Тольятти, ул. Юбилейная, д.31 Е, кв.401                            | 6314010207  | 663170015        | 20.12.2017              | 14.10.2022                 |
| 33 | Свердловский региональный общественный фонд социальных проектов «Новое время» | 620098, Свердловская обл., г. Екатеринбург, ул. Бакинских Комиссаров, 114—192                    | 6612031978  | 366170008        | 23.06.2017              |                            |
| 34 | Фонд содействия устойчивому развитию «Серебряная тайга» | 167000, Республика Коми, г. Сыктывкар, ул. Куратова, д. 2, нежилые помещения 1                   | 1114010065  | 611170007        | 14.06.2017              |                            |
| 35 | Фонд содействия развитию массовых коммуникаций и правовому просвещению «Так-Так-Так»                                                                                                | 630087, Новосибирская область, г. Новосибирск, пр. Карла Маркса, д. 30, оф. 612                  | 5414010251  | 654170005        | 20.02.2017              |                            |
| 36 | Региональная общественная организация содействия просвещению граждан «Информационно-аналитический центр „Сова“»                                                                     | 101000, Москва, пер. Армянский, д. 9, стр. 1, оф. 11                                             | 7712010247  | 377160043        | 30.12.2016              |                            |
| 37 | Региональная общественная организация помощи женщинам и детям, находящимся в кризисной ситуации «Информационно-методический центр Анна»                                             | 117342, Москва, ул. Бутлерова, д. 17 Б, пом. XI, комн. 58                                        | 7712012584  | 377160040        | 26.12.2016              |                            |
| 38 | Автономная некоммерческая организация социальной поддержки населения «Проект Апрель»                                                                                                | 445010 г. Тольятти, Самарская область, ул. Советская, д.51                                       | 6314050420  | 663160039        | 19.12.2016              | 04.04.2025                 |
| 39 | Региональный благотворительный фонд «Самарская губерния» | 443010, Самарская область, г. Самара, ул. Самарская, д. 90                                       | 6314010103  | 663160037        | 02.11.2016              | 01.12.2023                 |
| 40 | Свердловский областной общественный фонд «Эра здоровья» | 620142, ул. Чапаева, д. 23, корп. А, кв. 7                                                       | 6612030018  | 366160035        | 11.10.2016              |                            |
| 41 | Международная общественная организация «Международное историко-просветительское, благотворительное и правозащитное общество „Мемориал“»                                             | 127051, г. Москва, М. Каретный пер., д. 12                                                       | 0012010794  | 599160034        | 04.10.2016              |                            |
| 42 | Автономная некоммерческая организация «Аналитический Центр Юрия Левады» | 109012 Москва, ул. Никольская, д. 17, стр.2                                                      | 7714050179  | 677160030        | 05.09.2016              |                            |
| 43 | Автономная некоммерческая организация «Издательство „Парк Гагарина“» | 443100, Самарская область, г. Самара, ул. Лесная, д. 7, офис 202                                 | 6314050706  | 663160029        | 31.08.2016              | 01.11.2022                 |
| 44 | Фонд содействия защите здоровья и социальной справедливости имени Андрея Рылькова                                                                                                   | 123060, г. Москва, ул. Маршала Бирюзова, д. 17, кв. 82                                           | 7714012326  | 677160023        | 29.06.2016              |                            |
| 45 | Благотворительный фонд социально-правовой помощи «Сфера» | 191040, Санкт-Петербург, Лиговский проспект, д. 87, литер А, помещение 15Н                       | 7814011754  | 678160010        | 01.03.2016              | 28.10.2022                 |
| 46 | Омская региональная общественная организация «Центр охраны здоровья и социальной защиты „Сибальт“»                                                                                  | 644043, г. Омск, ул. Фрунзе, д. 40, к. 203                                                       | 5512010409  | 355160008        | 15.02.2016              | 30.11.2022                 |
| 47 | Челябинский региональный орган общественной самодеятельности «Уральская правозащитная группа»                                                                                       | 454008, г. Челябинск, ул. Островского, д. 16 А                                                   | 7412050001  | 374160006        | 15.02.2016              |                            |
| 48 | Челябинский региональный орган общественной самодеятельности — женское общественное объединение «Женщины Евразии»                                                                   | 454008, г. Челябинск, ул. Островского, 16 А                                                      | 7412050006  | 374160007        | 15.02.2016              |                            |
| 49 | Городская общественная организация «Рязанское историко-просветительское и правозащитное общество „Мемориал“ (Рязанский Мемориал)»                                                   | 390044, г. Рязань, ул. Ветеринарная, д. 17, Н7                                                   | 6212011060  | 462160004        | 01.02.2016              | 05.07.2024                 |
| 50 | Городская общественная организация «Екатеринбургское общество „Мемориал“» | 620062, Свердловская обл., г. Екатеринбург, пр. Ленина, д. 99, цокольный этаж                    | 6612010535  | 466150081        | 30.12.2015              |                            |
| 51 | Автономная некоммерческая организация «Институт прав человека» | 129515, город Москва, улица Ак. Королева, д. 7, корп.1, кв. 2                                    | 7714051536  | 677150074        | 20.11.2015              |                            |
| 52 | Некоммерческая организация «Фонд защиты гласности» | 119992, Москва, Зубовский б-р, д.432                                                             | 7714011394  | 677150073        | 19.11.2015              |                            |
| 53 | Региональное общественное учреждение научно-информационный центр «Мемориал» | 191002, Санкт-Петербург, ул. Рубинштейна, 23-103                                                 | 7812040041  | 378150071        | 06.11.2015              |                            |
| 54 | Союз общественных объединений «Российский исследовательский центр по правам человека»                                                                                               | 103982, г. Москва, Лучников пер., 4, офис 2                                                      | 0012070213  | 199150067        | 20.10.2015              | 05.07.2024                 |
| 55 | Автономная некоммерческая организация «Дальневосточный центр развития гражданских инициатив и социального партнёрства»                                                              | 690106, Приморский край, г. Владивосток, ул. Нерчинская, д.40                                    | 2514050092  | 625150066        | 13.10.2015              | 24.11.2022                 |
| 56 | Фонд «Гражданское действие» | 614000, г. Пермь, ул. Екатерининская, 120А                                                       | 5914012636  | 659150054        | 05.08.2015              | 05.07.2022                 |
| 57 | Автономная некоммерческая организация «Центр независимых социологических исследований»                                                                                              | 191040, Санкт-Петербург, Лиговский пр., д. 87, литер А, пом. 24Н                                 | 7814050049  | 678150043        | 22.06.2015              |                            |
| 58 | Свердловская региональная общественная организация «Сутяжник» | 620075 Свердловская обл. Екатеринбург ул. Бульвар Сиреневый, д. 1, оф. 313                       | 6612010563  | 366150034        | 15.05.2015              |                            |
| 59 | Негосударственное образовательное учреждение дополнительного профессионального образования (повышение квалификации) специалистов «Академия по правам человека»                      | 620075 Свердловская обл. Екатеринбург г Тургенева ул д.11 корп. 10                               | 6614040495  | 666150033        | 15.05.2015              | 29.03.2024                 |
| 60 | Частное учреждение в Калининграде по административной поддержке реализации программ и проектов Совета Министров северных стран                                                      | 236040, г. Калининград, ул. Черняховского, д.6, помещение 312                                    | 3914042239  | 639150031        | 13.05.2015              |                            |
| 61 | Межрегиональная благотворительная общественная организация «Центр развития некоммерческих организаций»                                                                              | 191040,Санкт-Петербург, Лиговский пр, д.87, литер А, офис № 300, помещение 23-Н                  | 7812010833  | 278150030        | 13.05.2015              | 25.11.2022                 |
| 62 | Региональная общественная благотворительная организация помощи беженцам и мигрантам «Гражданское содействие»                                                                        | 129110, Москва, Олимпийский пр-кт, д. 22                                                         | 77120115020 | 377150025        | 20.04.2015              |                            |
| 63 | Автономная некоммерческая организация «Центр антикоррупционных исследований и инициатив „Трансперенси Интернешнл-Р“»                                                                | 107031, г. Москва, б-р Рождественский, д. 10/7, стр. 1, помещ. I                                 | 7714051748  | 677150022        | 07.04.2015              |                            |
| 64 | Региональный фонд «Центр защиты прав средств массовой информации» | 394006, г. Воронеж, ул. Кольцовская, д. 82.                                                      | 3614013310  | 636150012        | 26.02.2015              |                            |
| 65 | Некоммерческое партнёрство «Институт развития прессы — Сибирь» | 630087, Новосибирская область, г. Новосибирск, пр. Карла Маркса, д. 30, оф. 612                  | 5414030552  | 654150006        | 30.01.2015              | 19.01.2024                 |
| 66 | «Частное учреждение в Санкт-Петербурге по административной поддержке реализации программ и проектов Совета Министров Северных Стран»                                                | 191186, город Санкт-Петербург, улица Малая Конюшенная, дом 1-3, литер А, помещение 3Н            | 7814041926  | 678150004        | 20.01.2015              | 06.12.2022                 |
| 67 | Межрегиональная общественная организация Информационно-просветительский центр «Мемориал»                                                                                            | 620100, Свердловская обл., г. Екатеринбург, ул. Восточная, д. 160 А, пом. 17                     | 6612015936  | 266150001        | 16.01.2015              |                            |
| 68 | Фонд поддержки свободы прессы | 111250, Москва, ул. Красноказарменная, д. 9, кв. 141                                             | 7714013516  | 677140024        | 30.12.2014              |                            |
| 69 | Санкт-Петербургская общественная правозащитная организация «Гражданский контроль»                                                                                                   | 191040, Санкт-Петербург, Лиговский пр., д.87, офис 300                                           | 7812010144  | 378140025        | 30.12.2014              |                            |
| 70 | Межрегиональная общественная правозащитная организация «Человек и Закон» | 424003, Республика Марий Эл, г. Йошкар-Ола, ул. Зарубина, д. 25                                  | 1212010002  | 212140026        | 30.12.2014              |                            |
| 71 | Региональная общественная организация «Общественная комиссия по сохранению наследия академика Сахарова»                                                                             | 103064, г. Москва, ул. Земляной Вал, д. 48Б, стр. 1, кв. 62                                      | 7712016137  | 377140021        | 25.12.2014              | 12.04.2024                 |
| 72 | Частное учреждение «Информационное агентство Мемо.ру» | 127051, г. Москва, Малый Каретный пер., д. 12                                                    | 7714040243  | 677140015        | 20.11.2014              |                            |
| 73 | Некоммерческое партнерство «Институт региональной прессы» | 191040, г. Санкт-Петербург, Лиговский пр., д. 73, оф. 314                                        | 7814030726  | 678140016        | 20.11.2014              | 25.03.2022                 |
| 74 | Фонд «Институт развития свободы информации» | 191040, Санкт-Петербург, Лиговский проспект, д. 87, помещение 23Н, литер А                       | 7814011412  | 678140011        | 28.08.2014              |                            |
| 75 | Межрегиональная общественная организация Правозащитный Центр «Мемориал» | 127051, Москва, Малый Каретный пер., д.12                                                        | 7712017606  | 277140009        | 21.07.2014              |                            |
| 76 | Калининградская региональная общественная организация «Экозащита!-Женсовет» | г. Калининград, ул. Черниговская,33/37                                                           | 3912010643  | 339140007        | 21.07.2014              |                            |
| 77 | Фонд содействия защите прав и свобод граждан «Общественный вердикт» | 127051, г. Москва, пер. Малый Каретный, д. 12                                                    | 7714012928  | 677140008        | 21.07.2014              |                            |
| 78 | Евразийская антимонопольная ассоциация | 125040, г. Москва, ул. Скаковая, д. 17, стр. 2, оф. 2613                                         | 7714062339  | 677130001        | 27.06.2013              | 05.07.2023                 |
| 79 | Томская региональная общественная организация по защите прав и интересов женщин «Женский голос»                                                                                     | 634028, Томская обл, г. Томск, ул. Тимакова, д. 14, кор. 1, кв. 1                                | 7012010774  | 370220007        | 27.05.2022              | 06.12.2022                 |

### Средства массовой информации, признанные «иностранными агентами»
Внесение в реестр произошло со ссылкой на статью 25.1 Закона Российской Федерации от 27.12.1991 № 2124-1 «О средствах массовой информации».
| №  | Название | Дата включения в реестр | Дата исключения из реестра |
| -- | --- | ----------------------- | -------------------------- |
| 1  | Голос Америки | 05.12.2017              |                            |
| 2  | Idel.Реалии | 05.12.2017              |                            |
| 3  | Кавказ.Реалии | 05.12.2017              |                            |
| 4  | Крым.Реалии | 05.12.2017              |                            |
| 5  | Телеканал Настоящее Время | 05.12.2017              |                            |
| 6  | Татаро-башкирская служба Радио Свобода (Azatliq Radiosi) | 05.12.2017              |                            |
| 7  | «Радио Свободная Европа/Радио Свобода» (PCE/PC) | 05.12.2017              |                            |
| 8  | Сибирь.Реалии | 05.12.2017              |                            |
| 9  | Фактограф | 05.12.2017              |                            |
| 10 | Север.Реалии | 15.11.2019              |                            |
| 11 | Общество с ограниченной ответственностью «Радио Свободная Европа/Радио Свобода» | 11.02.2020              |                            |
| 12 | Чешское информационное агентство «MEDIUM-ORIENT» | 21.12.2020              |                            |
| 13 | Meduza — юридическое лицо зарегистрировано в Латвийской Республике (регистрационный номер 40103797863, дата регистрации 10.06.2014)                                                     | 23.04.2021              |                            |
| 14 | ООО «Первое антикоррупционное СМИ» | 23.04.2021              |                            |
| 15 | Интернет-ресурс VTimes — юридическое лицо, являющееся администратором доменного имени, зарегистрировано в Королевстве Нидерландов (Stichting 2 Oktober, регистрационный номер 69126968) | 14.05.2021              |                            |
| 16 | The Insider | 23.07.2021              |                            |
| 17 | Общество с ограниченной ответственностью Телеканал Дождь | 20.08.2021              |                            |
| 18 | Юридическое лицо Istories fonds, зарегистрированное в Латвийской Республике (регистрационный номер 50008295751, дата регистрации 24.02.2020)                                            | 20.08.2021              |                            |
| 19 | Общество с ограниченной ответственностью «Альтаир 2021» | 03.09.2021              | 22.11.2024                 |
| 20 | Общество с ограниченной ответственностью «Ромашки монолит» | 03.09.2021              |                            |
| 21 | Общество с ограниченной ответственностью «Главный редактор 2021» | 03.09.2021              |                            |
| 22 | Общество с ограниченной ответственностью «Вега 2021» | 03.09.2021              | 18.10.2024                 |
| 23 | Общество с ограниченной ответственностью «Важные иноагенты» (издание «Важные истории»)                                                                                                  | 27.09.2021              |                            |
| 24 | Общество с ограниченной ответственностью «ЗП» (издание «Медиазона») | 29.09.2021              | 12.04.2024                 |
| 25 | Общество с ограниченной ответственностью «Зона права» | 29.09.2021              |                            |
| 26 | Общество с ограниченной ответственностью «ЖУРНАЛИСТ-ИНОСТРАННЫЙ АГЕНТ» | 01.10.2021              | 14.02.2025                 |
| 27 | Общество с ограниченной ответственностью «Мемо» (издание Кавказский узел) | 08.10.2021              |                            |
| 28 | Американская компания «Mason G.E.S. Anonymous Foundation» (США), являющаяся владельцем интернет-издания https://mnews.world/                                                            | 08.10.2021              |                            |
| 29 | Компания «Stichting Bellingcat», зарегистрированная в Нидерландах (дата регистрации 11.07.2018)                                                                                         | 08.10.2021              |                            |
| 30 | Автономная некоммерческая организация по защите прав человека и информированию населения «Якутия — Наше Мнение»                                                                         | 14.10.2021              |                            |
| 31 | Общество с ограниченной ответственностью «Москоу диджитал медиа» | 15.10.2021              | 31.05.2024                 |
| 32 | Акционерное общество «РС-Балт» | 15.10.2021              | 25.08.2023                 |
| 33 | Общество с ограниченной ответственностью «Как бы инагент» | 10.11.2021              | 16.05.2025                 |
| 34 | Фонд развития книжной культуры «Иркутский союз библиофилов» | 19.11.2021              | 24.11.2023                 |
| 35 | Общество с ограниченной ответственностью «Честные выборы» | 19.11.2021              |                            |
| 36 | Общество с ограниченной ответственностью «Нобелевский призыв» | 26.11.2021              |                            |
| 37 | Общество с ограниченной ответственностью «Данное сообщение» | 13.01.2022              | 06.09.2024                 |
| 38 | Общество с ограниченной ответственностью «Номер семьдесят семь» | 13.01.2022              | 10.11.2023                 |
| 39 | Общество с ограниченной ответственностью «ЛПНМ» | 26.01.2022              | 10.11.2023                 |
| 40 | Общество с ограниченной ответственностью Издательский дом «Новая глава» | 26.01.2022              | 30.10.2024                 |
| 41 | Общество с ограниченной ответственностью «Новогодний выпуск» | 18.02.2022              | 10.11.2023                 |
| 42 | Общество с ограниченной ответственностью «Процесс 2021» | 18.02.2022              | 10.11.2023                 |
| 43 | Deutsche Welle | 28.03.2022              |                            |
| 44 | Общество с ограниченной ответственностью «Апология» | 06.05.2022              | 14.09.2022                 |
| 45 | Общество с ограниченной ответственностью «Лиза норм» | 18.05.2022              |                            |
| 46 | Общество с ограниченной ответственностью «Апрельские тезисы» | 27.05.2022              |                            |
| 47 | Общество с ограниченной ответственностью «Первый научный» | 20.06.2022              |                            |
| 48 | Общество с ограниченной ответственностью «Вертолёт и КО» | 15.07.2022              |                            |
| 49 | Общество с ограниченной ответственностью «Иноагент ААВ» | 27.07.2022              |                            |
| 50 | Общество с ограниченной ответственностью «Новости» | 02.09.2022              | 10.11.2023                 |
| 51 | Общество с ограниченной ответственностью «Время колокольчиков» | 09.09.2022              | 18.10.2024                 |
| 52 | Общество с ограниченной ответственностью «Вольные люди» | 12.10.2022              | 07.03.2025                 |
| 53 | Общество с ограниченной ответственностью «Иновещание» | 20.10.2022              |                            |
| 54 | Общество с ограниченной ответственностью «Букмейт Лимитед» | 28.10.2022              |                            |
| 55 | Московский региональный общественный благотворительный фонд «Социальное партнёрство» | 25.11.2022              |                            |
| 56 | Общество с ограниченной ответственностью «Город без преград» | 25.11.2022              |                            |

### Физические лица, признанные СМИ — «иностранными агентами»
Внесение в реестр произошло со ссылкой на Статью 6 Закона Российской Федерации от 27.12.1991 № 2124-1 «О средствах массовой информации», либо на Статью 7 Закона Российской Федерации от 14.07.2022 № 255-ФЗ
«О контроле за деятельностью лиц, находящихся под иностранным влиянием».
| №   | Имя                                         | Род деятельности                                                                  | Дата включения в реестр | Дата исключения из реестра |
| --- | ------------------------------------------- | --------------------------------------------------------------------------------- | ----------------------- | -------------------------- |
| 1   | Пономарёв Лев Александрович                 | правозащитник                                                                     | 28.12.2020              |                            |
| 2   | Савицкая Людмила Алексеевна                 | журналистка Радио «Свобода»                                                       | 28.12.2020              |                            |
| 3   | Маркелов Сергей Евгеньевич                  | журналист «7x7»                                                                   | 28.12.2020              |                            |
| 4   | Камалягин Денис Николаевич                  | главный редактор «Псковской губернии»                                             | 28.12.2020              |                            |
| 5   | Апахончич Дарья Александровна               | художница-акционистка                                                             | 28.12.2020              |                            |
| 6   | Баданин Роман Сергеевич                     | главный редактор «Проекта»                                                        | 15.07.2021              |                            |
| 7   | Гликин Максим Александрович                 | журналист «Открытых медиа»                                                        | 15.07.2021              |                            |
| 8   | Маняхин Пётр Борисович                      | журналист «Проекта»                                                               | 15.07.2021              |                            |
| 9   | Ярош Юлия Петровна                          | журналистка «Открытых медиа»                                                      | 15.07.2021              |                            |
| 10  | Чуракова Ольга Владимировна                 | журналистка «Проекта»                                                             | 15.07.2021              |                            |
| 11  | Железнова Мария Михайловна                  | журналистка «Проекта»                                                             | 15.07.2021              |                            |
| 12  | Лукьянова Юлия Сергеевна                    | журналистка «Проекта»                                                             | 15.07.2021              |                            |
| 13  | Маетная Елизавета Витальевна                | журналистка Радио «Свобода»                                                       | 15.07.2021              |                            |
| 14  | Рубин Михаил Аркадьевич                     | журналист «Проекта»                                                               | 23.07.2021              |                            |
| 15  | Гройсман Софья Романовна                    | журналистка «Проекта»                                                             | 23.07.2021              |                            |
| 16  | Рождественский Илья Дмитриевич              | журналист «Открытых медиа»                                                        | 23.07.2021              |                            |
| 17  | Апухтина Юлия Владимировна                  | журналистка «Проекта»                                                             | 23.07.2021              |                            |
| 18  | Постернак Алексей Евгеньевич                | журналист Радио «Свобода»                                                         | 23.07.2021              |                            |
| 19  | Петров Степан Юрьевич                       | руководитель общественного движения «Якутия — Наше Мнение»                        | 20.08.2021              |                            |
| 20  | Шмагун Олеся Валентиновна                   | журналистка «Важных историй»                                                      | 20.08.2021              |                            |
| 21  | Мароховская Алеся Алексеевна                | журналистка «Важных историй»                                                      | 20.08.2021              |                            |
| 22  | Долинина Ирина Николаевна                   | журналистка «Важных историй»                                                      | 20.08.2021              |                            |
| 23  | Шлейнов Роман Юрьевич                       | журналист «Важных историй»                                                        | 20.08.2021              |                            |
| 24  | Анин Роман Александрович                    | главный редактор «Важных историй»                                                 | 20.08.2021              |                            |
| 25  | Великовский Дмитрий Александрович           | журналист «Важных историй»                                                        | 20.08.2021              |                            |
| 26  | Каткова Вероника Вячеславовна               | координатор «Голоса»                                                              | 29.09.2021              |                            |
| 27  | Карезина Инна Павловна                      | координатор «Голоса»                                                              | 29.09.2021              |                            |
| 28  | Кузьмина Людмила Гавриловна                 | координатор «Голоса»                                                              | 29.09.2021              | 29.04.2022                 |
| 29  | Костылева Полина Владимировна               | координатор «Голоса»                                                              | 29.09.2021              | 23.08.2022                 |
| 30  | Лютов Александр Иванович                    | координатор «Голоса»                                                              | 29.09.2021              | 06.05.2022                 |
| 31  | Жилкин Владимир Владимирович                | координатор «Голоса»                                                              | 29.09.2021              | 06.05.2022                 |
| 32  | Жилинский Владимир Александрович            | координатор «Голоса»                                                              | 29.09.2021              |                            |
| 33  | Тихонов Михаил Сергеевич                    | координатор «Голоса»                                                              | 29.09.2021              |                            |
| 34  | Пискунов Сергей Евгеньевич                  | координатор «Голоса»                                                              | 29.09.2021              |                            |
| 35  | Ковин Виталий Сергеевич                     | член совета «Голоса»                                                              | 29.09.2021              | 05.10.2022                 |
| 36  | Кильтау Екатерина Викторовна                | координатор «Голоса»                                                              | 29.09.2021              |                            |
| 37  | Любарев Аркадий Ефимович                    | член совета «Голоса»                                                              | 29.09.2021              | 29.04.2022                 |
| 38  | Гурман Юрий Альбертович                     | член совета «Голоса»                                                              | 29.09.2021              |                            |
| 39  | Грезев Александр Викторович                 | координатор «Голоса»                                                              | 29.09.2021              | 06.05.2022                 |
| 40  | Важенков Артём Валерьевич                   | координатор «Голоса»                                                              | 29.09.2021              |                            |
| 41  | Иванова София Юрьевна                       | член совета «Голоса»                                                              | 29.09.2021              |                            |
| 42  | Пигалкин Илья Валерьевич                    | координатор «Голоса»                                                              | 29.09.2021              | 06.05.2022                 |
| 43  | Петров Алексей Викторович                   | координатор «Голоса»                                                              | 29.09.2021              |                            |
| 44  | Егоров Владимир Владимирович                | координатор «Голоса»                                                              | 29.09.2021              |                            |
| 45  | Гусев Андрей Юрьевич                        | координатор «Голоса»                                                              | 29.09.2021              |                            |
| 46  | Смирнов Сергей Сергеевич                    | главный редактор «Медиазоны»                                                      | 29.09.2021              |                            |
| 47  | Верзилов Пётр Юрьевич                       | издатель «Медиазоны»                                                              | 29.09.2021              |                            |
| 48  | Вольтская Татьяна Анатольевна               | журналистка Радио «Свобода»                                                       | 08.10.2021              |                            |
| 49  | Клепиковская Екатерина Дмитриевна           | журналистка Радио «Свобода»                                                       | 08.10.2021              |                            |
| 50  | Сотников Даниил Владимирович                | журналист «Дождя»                                                                 | 08.10.2021              |                            |
| 51  | Захаров Андрей Вячеславович                 | журналист Би-би-си                                                                | 08.10.2021              |                            |
| 52  | Симонов Евгений Алексеевич                  | журналист Радио «Свобода»                                                         | 08.10.2021              |                            |
| 53  | Сурначева Елизавета Дмитриевна              | журналистка «Настоящего времени»                                                  | 08.10.2021              |                            |
| 54  | Соловьёва Елена Анатольевна                 | журналистка «Новой газеты»                                                        | 08.10.2021              |                            |
| 55  | Арапова Галина Юрьевна                      | директор «Центра защиты прав СМИ»                                                 | 08.10.2021              |                            |
| 56  | Перл Роман Александрович                    | журналист «Настоящего времени»                                                    | 08.10.2021              |                            |
| 57  | Заговора Максим Александрович               | адвокат, сотрудник «Команды 29»                                                   | 08.11.2021              |                            |
| 58  | Ветошкина Валерия Валерьевна                | адвокат, сотрудница «Команды 29»                                                  | 08.11.2021              |                            |
| 59  | Павлов Иван Юрьевич                         | адвокат, руководитель «Команды 29»                                                | 08.11.2021              |                            |
| 60  | Скворцова Елена Сергеевна                   | адвокат, сотрудница «Команды 29»                                                  | 08.11.2021              |                            |
| 61  | Оленичев Максим Владимирович                | адвокат, сотрудник «Команды 29»                                                   | 08.11.2021              |                            |
| 62  | Кочетков Игорь Викторович                   | сооснователь «Российской ЛГБТ-сети»                                               | 12.11.2021              |                            |
| 63  | Еланчик Олег Александрович                  | главный редактор «Sota.Vision»                                                    | 26.11.2021              |                            |
| 64  | Григорьева Алина Александровна              | журналистка «Idel.Реалии»                                                         | 03.12.2021              |                            |
| 65  | Григорьев Андрей Валерьевич                 | журналист «Idel.Реалии»                                                           | 03.12.2021              |                            |
| 66  | Гималова Регина Эмилевна                    | журналистка «Idel.Реалии»                                                         | 03.12.2021              |                            |
| 67  | Хисамова Регина Фаритовна                   | журналистка «Idel.Реалии»                                                         | 03.12.2021              |                            |
| 68  | Гельман Марат Александрович                 | публицист, галерист                                                               | 30.12.2021              |                            |
| 69  | Шендерович Виктор Анатольевич               | публицист                                                                         | 30.12.2021              |                            |
| 70  | Беляев Иван Михайлович                      | журналист Радио «Свобода»                                                         | 30.12.2021              |                            |
| 71  | Владыкина Елена Сергеевна                   | журналистка Радио «Свобода»                                                       | 30.12.2021              |                            |
| 72  | Бекбулатова Таисия Львовна                  | главный редактор «Холода»                                                         | 30.12.2021              |                            |
| 73  | Толоконникова Надежда Андреевна             | активистка «Pussy Riot»                                                           | 30.12.2021              |                            |
| 74  | Никульшина Вероника Юрьевна                 | активистка «Pussy Riot»                                                           | 30.12.2021              |                            |
| 75  | Алексеев Андрей Викторович                  | кинопрокатчик                                                                     | 30.12.2021              |                            |
| 76  | Агеева (Айнбиндер) Александра Александровна | учредитель интернет-издания Sota.Vision                                           | 11.02.2022              |                            |
| 77  | Голубева Анна Львовна                       | руководительница центра «Ресурс ЛГБТКИА Москва»                                   | 01.04.2022              |                            |
| 78  | Константинова Алла Михайловна               | корреспондентка «Медиазоны»                                                       | 01.04.2022              |                            |
| 79  | Борзунова Мария Михайловна                  | журналистка «Дождя»                                                               | 01.04.2022              |                            |
| 80  | Мурадов Мурад Абдулгалимович                | журналист еженедельника «Новое дело»                                              | 01.04.2022              |                            |
| 81  | Малкова Ирина Владимировна                  | главный редактор интернет-издания «The Bell»                                      | 01.04.2022              |                            |
| 82  | Осетинская Елизавета Николаевна             | журналистка, основательница интернет-издания «The Bell»                           | 01.04.2022              |                            |
| 83  | Понасенков Евгений Николаевич               | историк, публицист, видеоблогер                                                   | 01.04.2022              |                            |
| 84  | Воробьёв Виктор Викторович                  | оппозиционный политик, депутат Государственного Совета Республики Коми VII созыва | 01.04.2022              |                            |
| 85  | Дрёмин Иван Тимофеевич                      | рэп-исполнитель, певец                                                            | 08.04.2022              |                            |
| 86  | Борухович (Тумакова) Ирина Григорьевна      | журналистка интернет-издания «Новая газета»                                       | 08.04.2022              |                            |
| 87  | Фейгин Марк Захарович                       | политический деятель, журналист                                                   | 08.04.2022              |                            |
| 88  | Маяковская Екатерина Алексеевна             | журналистка, волонтёр движения «Голос»                                            | 08.04.2022              |                            |
| 89  | Филимонов Андрей Викторович                 | журналист Радио «Свобода», Сибирь.Реалии                                          | 08.04.2022              |                            |
| 90  | Дубровский Дмитрий Викторович               | гражданский активист, исследователь, эксперт                                      | 08.04.2022              |                            |
| 91  | Дзугкоева Регина Николаевна                 | руководительница движения «Маяк»                                                  | 15.04.2022              |                            |
| 92  | Шаинян Карен Багратович                     | ЛГБТ-видеоблогер                                                                  | 15.04.2022              |                            |
| 93  | Шульман Екатерина Михайловна                | политолог, публицист                                                              | 15.04.2022              |                            |
| 94  | Сабунаева Мария Леонидовна                  | ЛГБТ-психолог, писательница                                                       | 15.04.2022              |                            |
| 95  | Семёнов Алексей Владимирович                | писатель, бывший обозреватель «Псковской губернии»                                | 15.04.2022              |                            |
| 96  | Дудь Юрий Александрович                     | видеоблогер, журналист                                                            | 15.04.2022              |                            |
| 97  | Кругликов Кирилл Игоревич                   | журналист интернет-издания «Такие дела»                                           | 15.04.2022              |                            |
| 98  | Доброхотов Роман Александрович              | главный редактор «The Insider»                                                    | 15.04.2022              |                            |
| 99  | Ёлкин Сергей Владимирович                   | художник-карикатурист                                                             | 15.04.2022              |                            |
| 100 | Вахштайн Виктор Семёнович                   | социолог, главный редактор журнала «Социология власти»                            | 22.04.2022              |                            |
| 101 | Сироткин Ярослав Николаевич                 | гражданский и ЛГБТ-активист, член ЛГБТ-движения «Каллисто»                        | 22.04.2022              |                            |
| 102 | Пархоменко Сергей Борисович                 | журналист                                                                         | 22.04.2022              |                            |
| 103 | Асафьев Артур Валерьевич                    | журналист Радио «Свобода»                                                         | 22.04.2022              |                            |
| 104 | Невзоров Александр Глебович                 | журналист                                                                         | 22.04.2022              |                            |
| 105 | Лушникова Екатерина Евгеньевна              | журналист Радио «Свобода»                                                         | 22.04.2022              |                            |
| 106 | Венедиктов Алексей Алексеевич               | главный редактор «Эхо Москвы»                                                     | 22.04.2022              |                            |
| 107 | Воронов Владимир Владимирович               | журналист Радио «Свобода»                                                         | 22.04.2022              | 07.10.2022                 |
| 108 | Милов Владимир Станиславович                | политик, экономист                                                                | 06.05.2022              |                            |
| 109 | Кагарлицкий Борис Юльевич                   | социолог, публицист                                                               | 06.05.2022              |                            |
| 110 | Гозман Леонид Яковлевич                     | психолог, активист                                                                | 06.05.2022              |                            |
| 111 | Соболь Любовь Эдуардовна                    | политик                                                                           | 06.05.2022              |                            |
| 112 | Климарев Михаил Валерьевич                  | IT-эксперт, активист                                                              | 06.05.2022              |                            |
| 113 | Баранова Наталья Владимировна               | контент-директор «Теплицы социальных технологий»                                  | 06.05.2022              |                            |
| 114 | Константинов Денис Владимирович             | главный редактор «Орловских новостей»                                             | 06.05.2022              | 15.03.2024                 |
| 115 | Соколов Михаил Владимирович                 | журналист Радио «Свобода», историк, радиоведущий, политический обозреватель       | 03.06.2022              |                            |
| 116 | Пивоваров Алексей Владимирович              | журналист, блогер                                                                 | 03.06.2022              |                            |
| 117 | Цветкова Юлия Владимировна                  | художница, активистка                                                             | 03.06.2022              |                            |
| 118 | Кашин Олег Владимирович                     | политический журналист, публицист, обозреватель и писатель                        | 03.06.2022              |                            |
| 119 | Петров Николай Владимирович                 | политолог, политгеограф                                                           | 03.06.2022              |                            |
| 120 | Данилович Ирина Брониславовна               | активистка                                                                        | 03.06.2022              |                            |
| 121 | Алешковский Дмитрий Петрович                | общественный деятель, журналист                                                   | 29.07.2022              |                            |
| 122 | Быков Дмитрий Львович                       | писатель, публицист                                                               | 29.07.2022              |                            |
| 123 | Альбац Евгения Марковна                     | журналистка                                                                       | 29.07.2022              |                            |
| 124 | Федоров Кирилл Владимирович                 | психолог, правозащитник                                                           | 02.09.2022              |                            |
| 125 | Мартынов Кирилл Константинович              | главный редактор «Новой газеты. Европа», публицист                                | 02.09.2022              |                            |
| 126 | Лойко Сергей Леонидович                     | журналист                                                                         | 02.09.2022              |                            |
| 127 | Галямина Юлия Евгеньевна                    | политик                                                                           | 02.09.2022              |                            |
| 128 | Шац Михаил Григорьевич                      | шоумен, телеведущий                                                               | 02.09.2022              |                            |
| 129 | Медведев Сергей Александрович               | политолог                                                                         | 02.09.2022              |                            |
| 130 | Соловей Валерий Дмитриевич                  | историк, политолог                                                                | 09.09.2022              |                            |
| 131 | Шукаева Елена Викторовна                    | журналистка Радио «Свобода»                                                       | 09.09.2022              |                            |
| 132 | Афанасьев Андрей Андреевич                  | журналист Радио «Свобода» и Sotaproject                                           | 09.09.2022              |                            |
| 133 | Ясавеев Искэндэр Габдрахманович             | социолог, колумнист «Idel.Реалии», активист                                       | 07.10.2022              |                            |
| 134 | Балтатарова Евгения Семеновна               | журналистка, общественный деятель                                                 | 07.10.2022              |                            |
| 135 | Глуховский Дмитрий Алексеевич               | писатель                                                                          | 07.10.2022              |                            |
| 136 | Жадаев Иван Алексеевич                      | журналист, бывший редактор «МБХ-Медиа»                                            | 14.10.2022              |                            |
| 137 | Харатьян Кирилл Евгеньевич                  | журналист, преподаватель РАНХиГС                                                  | 14.10.2022              |                            |
| 138 | Рувинский Владимир Владимирович             | журналист, бывший главный редактор сайта «Эха Москвы»                             | 14.10.2022              |                            |
| 139 | Куцылло Вероника Иосифовна                  | журналист, бывший главный редактор «МБХ медиа»                                    | 14.10.2022              |                            |
| 140 | Долин Антон Владимирович                    | кинокритик                                                                        | 14.10.2022              |                            |
| 141 | Телегина Наталия Геннадьевна                | журналистка                                                                       | 14.10.2022              |                            |
| 142 | Зыгарь Михаил Викторович                    | писатель, журналист                                                               | 21.10.2022              |                            |
| 143 | Докучаев Алексей Алексеевич                 | основатель издательства Individuum                                                | 28.10.2022              |                            |
| 144 | Баев Андрей Сергеевич                       | директор сервиса Bookmate                                                         | 28.10.2022              |                            |
| 145 | Биккинин Ирек Дамирович                     | журналист, общественный деятель                                                   | 18.11.2022              |                            |
| 146 | Колезев Дмитрий Евгеньевич                  | журналист, главред «Republic»                                                     | 18.11.2022              |                            |
| 147 | Барабашова Любовь Григорьевна               | журналистка «Радио Свобода», «Сибирь. Реалии»                                     | 25.11.2022              |                            |

### Физические лица, признанные «иностранными агентами»
Внесение в реестр произошло со ссылкой на статью 2.1 Федерального закона от 28.12.2012 № 272-ФЗ «О мерах воздействия на лиц, причастных к нарушениям основополагающих прав и свобод человека, прав и свобод граждан Российской Федерации».
| №  | Имя                                         | Род деятельности                                                     | Сведения об иностранных источниках                                                | Информация об осуществлении политической деятельности и (или) целенаправленном сборе сведений | Дата включения в реестр |
| -- | ------------------------------------------- | -------------------------------------------------------------------- | --------------------------------------------------------------------------------- | --------------------------------------------------------------------------------------------- | ----------------------- |
| 1  | Киселёв Евгений Алексеевич                  | журналист                                                            | Украина                                                                           | Осуществление политической деятельности                                                       | 05.04.2022              |
| 2  | Ганапольский Матвей Юрьевич                 | журналист                                                            | Украина                                                                           | Осуществление политической деятельности                                                       | 05.04.2022              |
| 3  | Волков Леонид Михайлович                    | политик                                                              | Украина                                                                           | Осуществление политической деятельности                                                       | 22.04.2022              |
| 4  | Кара-Мурза Владимир Владимирович            | политик                                                              | Украина                                                                           | Осуществление политической деятельности                                                       | 22.04.2022              |
| 5  | Моргенштерн Алишер Тагирович                | рэп-, поп- и рок-исполнитель, музыкант, шоумен                       | «Yoola Labs Ltd» (Израиль), Украина                                               | Осуществление политической деятельности                                                       | 06.05.2022              |
| 6  | Ходорковский Михаил Борисович               | общественный и политический деятель, предприниматель                 | Украина                                                                           | Осуществление политической деятельности                                                       | 20.05.2022              |
| 7  | Каспаров Гарри Кимович                      | политик, шахматист                                                   | Украина, «Human Rights Foundation» (США)                                          | Осуществление политической деятельности                                                       | 20.05.2022              |
| 8  | Чичваркин Евгений Александрович             | предприниматель                                                      | Украина                                                                           | Осуществление политической деятельности                                                       | 03.06.2022              |
| 9  | Шаведдинов Руслан Табризович                | политический и общественный деятель                                  | Украина                                                                           | Осуществление политической деятельности                                                       | 22.07.2022              |
| 10 | Яшин Илья Валерьевич                        | политик, общественный деятель                                        | Украина                                                                           | Осуществление политической деятельности                                                       | 22.07.2022              |
| 11 | Кац Максим Евгеньевич                       | блогер, политик, общественный деятель                                | Украина                                                                           | Осуществление политической деятельности                                                       | 22.07.2022              |
| 12 | Белоцерковская Вероника Борисовна           | журналист, блогер                                                    | Украина                                                                           | Осуществление политической деятельности                                                       | 22.07.2022              |
| 13 | Лазарева Татьяна Юрьевна                    | актриса, телеведущая, общественный деятель                           | Украина                                                                           | Осуществление политической деятельности                                                       | 22.07.2022              |
| 14 | Гордон Дмитрий Ильич                        | журналист                                                            | Украина                                                                           | Осуществление политической деятельности                                                       | 02.09.2022              |
| 15 | Гордеева Катерина Владимировна              | журналистка                                                          | Украина                                                                           | Осуществление политической деятельности                                                       | 02.09.2022              |
| 16 | Жданов Иван Юрьевич                         | общественный деятель, юрист                                          | Украина                                                                           | Осуществление политической деятельности                                                       | 02.09.2022              |
| 17 | Зимин Борис Дмитриевич                      | общественный деятель, предприниматель                                | Украина                                                                           | Осуществление политической деятельности                                                       | 02.09.2022              |
| 18 | Макаревич Андрей Вадимович                  | певец                                                                | Украина                                                                           | Осуществление политической деятельности                                                       | 02.09.2022              |
| 19 | Крашенинников Фёдор Геннадиевич             | политолог                                                            | Украина, Deutsche Welle (Германия, Kurt-Schumacher-Strasse 3, 53113 Bonn)         | Осуществление политической деятельности                                                       | 02.09.2022              |
| 20 | Латынина Юлия Леонидовна                    | журналистка, публицист                                               | Украина                                                                           | Осуществление политической деятельности                                                       | 09.09.2022              |
| 21 | Эйдельман Тамара Натановна                  | историк, блогер                                                      | Украина                                                                           | Осуществление политической деятельности                                                       | 09.09.2022              |
| 22 | Наки Майкл Сидней                           | блогер, журналист                                                    | Украина                                                                           | Осуществление политической деятельности                                                       | 09.09.2022              |
| 23 | Галкин Максим Александрович                 | артист                                                               | Украина                                                                           | Осуществление политической деятельности                                                       | 16.09.2022              |
| 24 | Иванов Дмитрий Сергеевич                    | блогер                                                               | Украина                                                                           | Осуществление политической деятельности                                                       | 23.09.2022              |
| 25 | Кушнарь Александр Александрович             | журналист                                                            | Украина                                                                           | Осуществление политической деятельности                                                       | 23.09.2022              |
| 26 | Кен Даниил Олегович                         | глава профсоюза «Альянс учителей»                                    | Украина                                                                           | Осуществление политической деятельности                                                       | 23.09.2022              |
| 27 | Цимбалюк Роман Владимирович                 | журналист                                                            | Украина                                                                           | Осуществление политической деятельности                                                       | 23.09.2022              |
| 28 | Литвин Богдан Геннадьевич                   | активист, координатор движения «Весна»                               | Украина                                                                           | Осуществление политической деятельности                                                       | 06.10.2022              |
| 29 | Мартыненко Тимофей Сергеевич                | активист движения «Весна»                                            | Украина                                                                           | Осуществление политической деятельности                                                       | 06.10.2022              |
| 30 | Фёдоров Мирон Янович                        | рэп-исполнитель                                                      | Украина                                                                           | Осуществление политической деятельности                                                       | 07.10.2022              |
| 31 | Сторожева Ирина Владимировна                | журналистка, активистка                                              | Украина, Радио Свободная Европа/Радио Свобода (РСЕ/РС)                            | Осуществление политической деятельности                                                       | 07.10.2022              |
| 32 | Попова Алёна Владимировна                   | активистка, общественный деятель                                     | Украина, Радио Свободная Европа/Радио Свобода (РСЕ/РС), «Голос Америки»           | Осуществление политической деятельности                                                       | 07.10.2022              |
| 33 | Низовцев Дмитрий Александрович              | ведущий ютьюб-канала команды Навального «Популярная политика»        | Украина                                                                           | Осуществление политической деятельности                                                       | 14.10.2022              |
| 34 | Ярмыш Кира Александровна                    | общественный деятель, пресс-секретарь Алексея Навального             | Украина, США                                                                      | Осуществление политической деятельности                                                       | 14.10.2022              |
| 35 | Дзядко Тихон Викторович                     | журналист, главный редактор телеканала «Дождь»                       | Украина                                                                           | Осуществление политической деятельности                                                       | 14.10.2022              |
| 36 | Габбасов Руслан Салаватович                 | башкирский национальный и политический деятель, экоактивист          | Украина, Радио Свободная Европа/Радио Свобода (РСЕ/РС)                            | Осуществление политической деятельности                                                       | 21.10.2022              |
| 37 | Кочкин Семён Александрович                  | юрист, правозащитник, экс-координатор Чебоксарского штаба Навального | Украина                                                                           | Осуществление политической деятельности                                                       | 21.10.2022              |
| 38 | Шуманов Илья Вячеславович                   | глава «Трансперенси Интернешнл — Россия»                             | Радио Свободная Европа/Радио Свобода (РСЕ/РС)                                     | Осуществление политической деятельности                                                       | 21.10.2022              |
| 39 | Пономарёв Илья Владимирович                 | политический деятель                                                 | Украина                                                                           | Осуществление политической деятельности                                                       | 21.10.2022              |
| 40 | Роднянский Александр Ефимович               | режиссёр, продюсер                                                   | Украина                                                                           | Осуществление политической деятельности                                                       | 21.10.2022              |
| 41 | Шадрина (Фельгенгауэр) Татьяна Владимировна | журналистка, ведущая радио- и ютуб-программ                          | Украина, Deutsche Welle (Германия, Kurt-Schumacher-Strasse 3, 53113 Bonn)         | Осуществление политической деятельности                                                       | 21.10.2022              |
| 42 | Босов Катерина Евгеньевна                   | вдова бизнесмена Дмитрия Босова                                      | Украина                                                                           | Осуществление политической деятельности                                                       | 21.10.2022              |
| 43 | Плющев Александр Владимирович               | журналист, ведущий радио- и ютуб-программ                            | Украина, Deutsche Welle (Германия, Kurt-Schumacher-Strasse 3, 53113 Bonn)         | Осуществление политической деятельности                                                       | 21.10.2022              |
| 44 | Котрикадзе Екатерина Бесикиевна             | журналистка, ведущая радио- и ютуб-программ                          | Украина                                                                           | Осуществление политической деятельности                                                       | 28.10.2022              |
| 45 | Беньяш Михаил Михайлович                    | адвокат                                                              | Украина                                                                           | Осуществление политической деятельности                                                       | 28.10.2022              |
| 46 | Синдеева Наталья Владимировна               | журналистка, ведущая радио- и ютуб-программ                          | Украина                                                                           | Осуществление политической деятельности                                                       | 28.10.2022              |
| 47 | Березовец Тарас Валерьевич                  | журналист, ведущий радио- и ютуб-программ                            | Украина                                                                           | Осуществление политической деятельности                                                       | 28.10.2022              |
| 48 | Яковина Иван Викторович                     | журналист, политический обозреватель                                 | Украина                                                                           | Осуществление политической деятельности                                                       | 28.10.2022              |
| 49 | Роменский Владимир Андреевич                | журналист, ведущий радио- и ютуб-программ                            | Украина                                                                           | Осуществление политической деятельности                                                       | 28.10.2022              |
| 50 | Карпук (Левиев) Руслан Леонидович           | сооснователь Conflict Intelligence Team                              | Украина                                                                           | Осуществление политической деятельности                                                       | 18.11.2022              |
| 51 | Мальцев Вячеслав Вячеславович               | видеоблогер                                                          | Украина                                                                           | Осуществление политической деятельности                                                       | 18.11.2022              |
| 52 | Шихман Ирина Юрьевна                        | журналистка, видеоблоггер                                            | Украина                                                                           | Осуществление политической деятельности                                                       | 18.11.2022              |
| 53 | Алексеев Иван Александрович                 | музыкант, рэп-рок-исполнитель                                        | Украина                                                                           | Осуществление политической деятельности                                                       | 18.11.2022              |
| 54 | Заякин Андрей Викторович                    | общественный деятель, журналист, сооснователь «Диссернет»            | Украина                                                                           | Осуществление политической деятельности                                                       | 18.11.2022              |
| 55 | Усанова Олимпиада Валентиновна              | правозащитница                                                       | Украина                                                                           | Осуществление политической деятельности                                                       | 18.11.2022              |
| 56 | Светов Михаил Владимирович                  | блогер, основатель SVTV News                                         | Украина                                                                           | Осуществление политической деятельности                                                       | 18.11.2022              |
| 57 | Телин Фёдор Алексеевич                      | бывший волонтёр штаба Навального в Уфе                               | Украина                                                                           | Осуществление политической деятельности                                                       | 25.11.2022              |
| 58 | Ковин Виталий Сергеевич                     | координатор движения наблюдателей «Голос»                            | Украина                                                                           | Осуществление политической деятельности                                                       | 25.11.2022              |
| 59 | Новиков Илья Сергеевич                      | адвокат                                                              | Украина                                                                           | Осуществление политической деятельности                                                       | 25.11.2022              |
| 60 | Монгайт Анна Викторовна                     | журналистка, телеведущая, продюсер телеканала «Дождь»                | Украина, SIA «TV Rain» (Латвийская Республика, регистрационный номер 40203395066) | Осуществление политической деятельности                                                       | 25.11.2022              |
| 61 | Ройзман Евгений Вадимович                   | политик, общественный деятель                                        | Украина                                                                           | Осуществление политической деятельности                                                       | 25.11.2022              |
| 62 | Гармажапова Александра Цыреновна            | глава антивоенного фонда «Свободная Бурятия»                         | Украина                                                                           | Осуществление политической деятельности                                                       | 25.11.2022              |

### Незарегистрированные общественные объединения, признанные «иностранными агентами»
Внесение в реестр произошло со ссылкой на статью 29.1 Федерального закона от 19.05.1995 № 82-ФЗ «Об общественных объединениях».
| №  | Наименование                                                           | Дата включения в реестр | Цели деятельности объединения | Сведения об источниках формирования денежных средств и (или) иного имущества объединения, в том числе сведения об иностранных источниках поступления (планируемого поступления) денежных средств и иного имущества |
| -- | ---------------------------------------------------------------------- | ----------------------- | --- | --- |
| 1  | Общероссийское общественное движение в защиту прав избирателей «Голос» | 18.08.2021              | 1. Содействие гражданам в реализации их избирательных прав, в частности, права на осуществление контроля при проведении выборов и референдумов; 2. Содействие развитию российского института выборов и референдума как высшего непосредственного выражения власти народа; 3. Содействие развитию демократического правового общества в России путем повышения уровня открытости, гласности и законности при организации и проведении референдумов и выборов в органы государственной власти и местного самоуправления; 4. Консолидация общественных сил на основе стремления к проведению выборов и референдумов в строгом соответствии с законом | гражданка Республики Армения |
| 2  | Медиапроект «ОВД-Инфо»                                                 | 29.09.2021              | Борьба за снижение политического давления и политического преследования в России, а также повышение общего уровня правовой грамотности российских граждан | Межрегиональная общественная организация Правозащитный центр «Мемориал», Европейская комиссия и FIDH (Fédération internationale des ligues des droits de l’Homme)                                                  |
| 3  | Межрегиональное общественное движение «Российская ЛГБТ-сеть»           | 08.11.2021              | Общественная поддержка устранения всех форм дискриминации по признакам сексуальной ориентации, гендерной идентичности, гендерного выражения и половой вариативности, распространения идей толерантности в российском обществе, а также содействия активному участию геев, лесбиянок, бисексуалов/ок, трансгендерных и интерсекс людей в общественной жизни | Благотворительный фонд социально-правовой помощи «Сфера» |
| 4  | Дальневосточное общественное движение «Маяк»                           | 17.12.2021              | Создание условий для включения в общество, улучшения качества жизни и реализации активистского потенциала стигматизированных групп, а также для освобождения от негативного восприятия их обществом | Благотворительный фонд социально-правовой помощи «Сфера» |
| 5  | Санкт-Петербургская ЛГБТ-инициативная группа «Выход»                   | 24.12.2021              | Признание государством и обществом человеческого достоинства и равных прав и каждого вне зависимости от сексуальной ориентации и/или гендерной идентичности | Благотворительный фонд социально-правовой помощи «Сфера» |
| 6  | Инициативная группа ЛГБТ+ «Реверс»                                     | 24.12.2021              | Защита прав и интересов представителей ЛГБТ-сообщества, преодоление дискриминации по признаку сексуальной ориентации и гендерной идентичности,популяризация здорового образа жизни, информационная и культурная деятельность, содействие распространению ценности демократии и прав человека | Благотворительный фонд социально-правовой помощи «Сфера» |
| 7  | Московский комьюнити-центр для ЛГБТ+ инициатив                         | 11.02.2022              | Безопасная достойная жизнь в условиях принятия и равноправия для ЛГБТ+ | Благотворительный фонд социально-правовой помощи «Сфера» |
| 8  | Комитет против пыток                                                   | 10.06.2022              | Представление интересов заявителя в органах следствия и суде; оказание помощи в получении компенсации, а также, в случае необходимости, проведении медицинских реабилитационных мероприятий | Благотворительный фонд помощи потерпевшим от должностных преступлений «Комитет против пыток» |
| 9  | «Ресурсный центр для ЛГБТ»                                             | 07.10.2022              | Создание уважительного, дружественного, принимающего пространства для ЛГБТ+ сообщества в г. Екатеринбурге. Реализация социально-правовых программ и услуг, направленных на преодоление дискриминации, стереотипов, предубеждений, стигматизации по признаку сексуальной ориентации и гендерной идентичности | Благотворительный фонд социально-правовой помощи «Сфера», Iglyo Chaussee (Бельгия), RFSL (Швеция) |
| 10 | Движение «Весна»                                                       | 14.10.2022              | Установление в России системы власти, основанной на демократических методах и соблюдении прав человека. Решение проблем молодёжи демократическими и либеральными методами. | Иностранные граждане |
| 11 | Транс-инициативная группа «Т-Действие»                                 | 25.11.2022              | Транспроект, который реализуют сами транслюди для транслюдей и их близких. Направления деятельности: развитие и поддержка трансгендерного сообщества; информирование общества о трансгендерности; повышение доступности медицинской помощи для транслюдей; профилактика ВИЧ среди трансгендерных людей | гражданин Республики Кыргызстан |

### Единый реестр «иностранных агентов»
С 1 декабря 2022 года министерство юстиции стало публиковать единый список, в котором находятся и физические лица, которых признали СМИ-иноагентами или физлицами-иноагентами, и юридические структуры — средства массовой информации, некоммерческие организации.
Внесение в реестр происходит со ссылкой на статьи 7 или 9 Федерального закона от 14.07.2022 № 255-ФЗ «О контроле за деятельностью лиц, находящихся под иностранным влиянием».
| №    | Полное наименование / ФИО | Род деятельности | Дата включения в реестр | Дата исключения из реестра |
| ---- | --- | --- | ----------------------- | -------------------------- |
| 283  | Общество с ограниченной ответственностью «ЖУРНАЛИСТ-ИНОСТРАННЫЙ АГЕНТ»                                                                                   | юридическое лицо, учреждённое иноагентом Людмилой Савицкой | 01.10.2021              | 14.02.2025                 |
| 284  | Арапова Галина Юрьевна | директор «Центра защиты прав СМИ», правозащитница, юрист | 08.10.2021              |                            |
| 285  | Вольтская Татьяна Анатольевна | поэтесса, журналистка, литературный критик, эссеист | 08.10.2021              |                            |
| 286  | Компания «Mason G.E.S. Anonymous Foundation» | американская компания, владеющая интернет-изданием «M.NEWS» | 08.10.2021              |                            |
| 287  | Компания «Stichting Bellingcat» | нидерландская компания, владеющая изданием «Bellingcat» | 08.10.2021              |                            |
| 288  | Захаров Андрей Вячеславович | журналист-расследователь, бывший сотрудник русской службы Би-би-си, РБК и «Фонтанки.ру»                                                                                           | 08.10.2021              |                            |
| 289  | Клепиковская Екатерина Дмитриевна | журналистка «Север.Реалии» | 08.10.2021              |                            |
| 290  | Общество с ограниченной ответственностью «МЕМО» | юридическое лицо, учреждённое Григорием Шведовым | 08.10.2021              |                            |
| 291  | Перл Роман Александрович | журналист, сотрудник телеканала «Настоящее время» | 08.10.2021              |                            |
| 292  | Симонов Евгений Алексеевич | эколог, внук советского поэта и военкора Константина Симонова | 08.10.2021              |                            |
| 293  | Соловьёва Елена Анатольевна | журналистка «Новой газеты» | 08.10.2021              |                            |
| 294  | Сотников Даниил Владимирович | журналист телеканала «Дождь» | 08.10.2021              |                            |
| 295  | Сурначева Елизавета Дмитриевна | журналистка телеканала «Настоящее время» | 08.10.2021              |                            |
| 296  | Автономная некоммерческая организация по защите прав человека и информированию населения «Якутия – Наше Мнение»                                          | | 14.10.2021              |                            |
| 297  | Акционерное общество «РС-Балт» | информационно-аналитическое агентство | 15.10.2021              | 25.08.2023                 |
| 298  | Общество с ограниченной ответственностью «Москоу диджитал медиа»                                                                                         | учредитель интернет-издания «Republic» | 15.10.2021              | 31.05.2024                 |
| 299  | Ветошкина Валерия Валерьевна | адвокат, сотрудница «Команды 29» | 08.11.2021              |                            |
| 300  | Заговора Максим Александрович | адвокат, сотрудник «Команды 29» | 08.11.2021              |                            |
| 301  | Межрегиональное общественное движение «Российская ЛГБТ-сеть»                                                                                             | межрегиональное общественное движение, занимающееся вопросами защиты прав и социальной адаптации сексуальных и гендерных меньшинств                                               | 08.11.2021              |                            |
| 302  | Оленичев Максим Владимирович | адвокат, сотрудник «Команды 29» | 08.11.2021              |                            |
| 303  | Павлов Иван Юрьевич | адвокат, руководитель «Команды 29» | 08.11.2021              |                            |
| 304  | Скворцова Елена Сергеевна | адвокат, сотрудница «Команды 29» | 08.11.2021              |                            |
| 305  | Общество с ограниченной ответственностью «Как бы инагент»                                                                                                | юридическое лицо, учреждённое иноагентами Денисом Камалягиным, Дарьей Апахончич и Сергеем Маркеловым                                                                              | 10.11.2021              | 16.05.2025                 |
| 306  | Кочетков Игорь Викторович | правозащитник, публицист, ЛГБТ-активист, один из основателей «Российской ЛГБТ-сети»                                                                                               | 12.11.2021              |                            |
| 307  | Общество с ограниченной ответственностью «Честные выборы»                                                                                                | | 19.11.2021              |                            |
| 308  | Фонд развития книжной культуры «Иркутский союз библиофилов»                                                                                              | | 19.11.2021              | 24.11.2023                 |
| 309  | Еланчик Олег Александрович | главный редактор интернет-издания «Sota.Vision» | 26.11.2021              |                            |
| 310  | Общество с ограниченной ответственностью «Нобелевский призыв»                                                                                            | | 26.11.2021              |                            |
| 311  | Гималова Регина Эмилевна | журналистка интернет-издания «Idel.Реалии» под псевдонимом «Регина Альбертовна»                                                                                                   | 03.12.2021              |                            |
| 312  | Григорьев Андрей Валерьевич | журналист интернет-издания «Idel.Реалии» | 03.12.2021              |                            |
| 313  | Григорьева Алина Александровна | журналистка интернет-издания «Idel.Реалии» | 03.12.2021              |                            |
| 314  | Ассоциация по содействию защите прав призывников, альтернативнослужащих и военнослужащих «Правозащитная группа «Гражданин.Армия.Право»                   | | 03.12.2021              | 13.12.2024                 |
| 315  | Хисамова Регина Фаритовна | журналистка интернет-издания «Idel.Реалии» под псевдонимом «Карина Джамал» | 03.12.2021              |                            |
| 316  | Автономная некоммерческая организация по реализации социально-правовых программ «Лилит»                                                                  | | 17.12.2021              | 12.04.2024                 |
| 317  | Дальневосточное общественное движение «Маяк» | | 17.12.2021              |                            |
| 318  | Санкт-Петербургская ЛГБТ-инициативная группа «Выход» | | 24.12.2021              |                            |
| 319  | Инициативная группа ЛГБТ+ «Реверс» | | 24.12.2021              |                            |
| 320  | Алексеев Андрей Викторович | кинопрокатчик | 30.12.2021              |                            |
| 321  | Бекбулатова Таисия Львовна | главный редактор интернет-издания «Холод» | 30.12.2021              |                            |
| 322  | Беляев Иван Михайлович | журналист Радио «Свобода» | 30.12.2021              |                            |
| 323  | Владыкина Елена Сергеевна | журналистка Радио «Свобода» | 30.12.2021              |                            |
| 324  | Гельман Марат Александрович | публицист, галерист, арт-менеджер | 30.12.2021              |                            |
| 325  | Никульшина Вероника Юрьевна | активистка феминистской панк-группы «Pussy Riot» | 30.12.2021              |                            |
| 326  | Толоконникова Надежда Андреевна | активистка феминистской панк-группы «Pussy Riot» | 30.12.2021              |                            |
| 327  | Шендерович Виктор Анатольевич | публицист, журналист | 30.12.2021              |                            |
| 328  | Общество с ограниченной ответственностью «Данное сообщение»                                                                                              | юридическое лицо, учреждённое иноагентами Региной Гималовой и Региной Хисамовой                                                                                                   | 13.01.2022              | 06.09.2024                 |
| 329  | Общество с ограниченной ответственностью «Номер семьдесят семь»                                                                                          | юридическое лицо, учреждённое иноагентом Андреем Захаровым | 13.01.2022              | 10.11.2023                 |
| 330  | Общество с ограниченной ответственностью Издательский дом «Новая глава»                                                                                  | юридическое лицо, учреждённое иноагентами Андреем Григорьевым и Алиной Григорьевой                                                                                                | 26.01.2022              | 30.10.2024                 |
| 331  | Общество с ограниченной ответственностью «ЛПНМ» | | 26.01.2022              | 10.11.2023                 |
| 332  | Региональная национально-культурная общественная организация «Туба калык» (Тубалары)                                                                     | | 03.02.2022              | 02.11.2023                 |
| 333  | Айнбиндер Александра Александровна | учредитель интернет-издания «Sota.Vision» | 11.02.2022              |                            |
| 334  | Московский комьюнити-центр для ЛГБТ+инициатив | | 11.02.2022              |                            |
| 335  | Общество с ограниченной ответственностью «Новогодний выпуск»                                                                                             | | 18.02.2022              | 10.11.2023                 |
| 336  | Общество с ограниченной ответственностью «Процесс 2021»                                                                                                  | | 18.02.2022              | 10.11.2023                 |
| 337  | Автономная некоммерческая организация «Друзья Балтики»                                                                                                   | | 24.03.2022              | 27.09.2022                 |
| 338  | Автономная некоммерческая организация для издания научно-популярной газеты «ТРОИЦКИЙ ВАРИАНТ — НАУКА»                                                    | | 24.03.2022              | 26.04.2023                 |
| 339  | Благотворительный фонд развития филантропии | старейшая благотворительная организация в России, занимающаяся развитием системной филантропии                                                                                    | 24.03.2022              |                            |
| 340  | Deutsche Welle | государственное некоммерческое учреждение теле- и радиовещания с правами самоуправления ФРГ                                                                                       | 28.03.2022              |                            |
| 341  | Борзунова Мария Михайловна | журналистка телеканала «Дождь» | 01.04.2022              |                            |
| 342  | Воробьёв Виктор Викторович | оппозиционный политик, депутат Государственного совета Республики Коми VII созыва                                                                                                 | 01.04.2022              |                            |
| 343  | Голубева Анна Львовна | руководительница центра «Ресурс ЛГБТКИА Москва» | 01.04.2022              |                            |
| 344  | Константинова Алла Михайловна | корреспондентка «Медиазоны» | 01.04.2022              |                            |
| 345  | Малкова Ирина Владимировна | главный редактор интернет-издания «The Bell» | 01.04.2022              |                            |
| 346  | Мурадов Мурад Абдулгалимович | журналист еженедельника «Новое дело» | 01.04.2022              |                            |
| 347  | Осетинская Елизавета Николаевна | журналистка, основательница интернет-издания «The Bell» | 01.04.2022              |                            |
| 348  | Понасенков Евгений Николаевич | историк, публицист, видеоблогер | 01.04.2022              |                            |
| 349  | Ганапольский Матвей Юрьевич | журналист, радиоведущий, общественный деятель | 05.04.2022              |                            |
| 350  | Киселёв Евгений Алексеевич | журналист, политический обозреватель | 05.04.2022              |                            |
| 351  | Борухович Ирина Григорьевна | журналистка интернет-издания «Новая газета» | 08.04.2022              |                            |
| 352  | Дрёмин Иван Тимофеевич | рэп-исполнитель, певец по псевдонимом «Face» | 08.04.2022              |                            |
| 353  | Дубровский Дмитрий Викторович | гражданский активист, исследователь, эксперт | 08.04.2022              |                            |
| 354  | Красноярская региональная общественная организация поддержки и развития альтернативных образовательных технологий и межкультурных коммуникаций «ИНТЕРРА» | региональная общественная организация поддержки и развития альтернативных образовательных технологий и межкультурных коммуникаций                                                 | 08.04.2022              | 18.07.2025                 |
| 355  | Маяковская Екатерина Алексеевна | журналистка, волонтёр движения «Голос» | 08.04.2022              |                            |
| 356  | Фейгин Марк Захарович | политический деятель, журналист | 08.04.2022              |                            |
| 357  | Филимонов Андрей Викторович | журналист Радио «Свобода», Сибирь.Реалии | 08.04.2022              |                            |
| 358  | Дзугкоева Регина Николаевна | руководительница движения «Маяк» | 15.04.2022              |                            |
| 359  | Доброхотов Роман Александрович | главный редактор интернет-издания «The Insider» | 15.04.2022              |                            |
| 360  | Дудь Юрий Александрович | видеоблогер, журналист, интервьюер | 15.04.2022              |                            |
| 361  | Ёлкин Сергей Владимирович | художник-карикатурист | 15.04.2022              |                            |
| 362  | Кругликов Кирилл Игоревич | журналист интернет-издания «Такие дела» | 15.04.2022              |                            |
| 363  | Сабунаева Мария Леонидовна | ЛГБТ-психолог, писательница | 15.04.2022              |                            |
| 364  | Семёнов Алексей Владимирович | писатель, бывший обозреватель газеты «Псковская губерния» | 15.04.2022              |                            |
| 365  | Шаинян Карен Багратович | ЛГБТ-видеоблогер | 15.04.2022              |                            |
| 366  | Шульман Екатерина Михайловна | политолог, публицист | 15.04.2022              |                            |
| 367  | Асафьев Артур Валерьевич | журналист Радио «Свобода» | 22.04.2022              |                            |
| 368  | Вахштайн Виктор Семёнович | социолог, главный редактор журнала «Социология власти» | 22.04.2022              |                            |
| 369  | Венедиктов Алексей Алексеевич | главный редактор радиостанции «Эхо Москвы» | 22.04.2022              |                            |
| 370  | Воронов Владимир Владимирович | журналист Радио «Свобода» | 22.04.2022              | 07.10.2022                 |
| 371  | Лушникова Екатерина Евгеньевна | журналистка Радио «Свобода» | 22.04.2022              |                            |
| 372  | Волков Леонид Михайлович | политик | 22.04.2022              |                            |
| 373  | Невзоров Александр Глебович | репортёр, публицист, журналист, режиссёр | 22.04.2022              |                            |
| 374  | Пархоменко Сергей Борисович | журналист | 22.04.2022              |                            |
| 375  | Сироткин Ярослав Николаевич | гражданский и ЛГБТ-активист, член ЛГБТ-движения «Каллисто» | 22.04.2022              |                            |
| 376  | Кара-Мурза Владимир Владимирович | политик | 22.04.2022              |                            |
| 377  | Баранова Наталья Владимировна | контент-директор организации «Теплица социальных технологий» | 06.05.2022              |                            |
| 378  | Общество с ограниченной ответственностью «Аппология» | | 06.05.2022              | 14.09.2022                 |
| 379  | Гозман Леонид Яковлевич | психолог, активист | 06.05.2022              |                            |
| 380  | Кагарлицкий Борис Юльевич | социолог, публицист | 06.05.2022              |                            |
| 381  | Климарев Михаил Валерьевич | IT-эксперт, активист | 06.05.2022              |                            |
| 382  | Константинов Денис Владимирович | главный редактор «Орловских новостей» под псевдонимом «Денис Волин» | 06.05.2022              | 15.03.2024                 |
| 383  | Милов Владимир Станиславович | политик, экономист | 06.05.2022              |                            |
| 384  | Автономная некоммерческая организация Краснодарский центр современного искусства «Типография»                                                            | | 06.05.2022              |                            |
| 385  | Моргенштерн Алишер Тагирович | рэп-, поп- и рок-исполнитель, музыкант, шоумен | 06.05.2022              |                            |
| 386  | Соболь Любовь Эдуардовна | политик | 06.05.2022              |                            |
| 387  | Общество с ограниченной ответственностью «ЛИЗА НОРМ» | | 18.05.2022              |                            |
| 388  | Каспаров Гарри Кимович | политик, шахматист | 20.05.2022              |                            |
| 389  | Ходорковский Михаил Борисович | общественный и политический деятель, предприниматель | 20.05.2022              |                            |
| 390  | Общество с ограниченной ответственностью «Апрельские тезисы»                                                                                             | | 27.05.2022              |                            |
| 391  | Томская региональная общественная организация по защите прав и интересов женщин «Женский голос»                                                          | | 27.05.2022              | 06.12.2022                 |
| 392  | Данилович Ирина Брониславовна | активистка | 03.06.2022              |                            |
| 393  | Кашин Олег Владимирович | политический журналист, публицист, обозреватель, писатель | 03.06.2022              |                            |
| 394  | Петров Николай Владимирович | политолог, политгеограф | 03.06.2022              |                            |
| 395  | Пивоваров Алексей Владимирович | журналист, блогер | 03.06.2022              |                            |
| 396  | Соколов Михаил Владимирович | журналист Радио «Свобода», историк, радиоведущий, политический обозреватель | 03.06.2022              |                            |
| 397  | Цветкова Юлия Владимировна | художница, активистка | 03.06.2022              |                            |
| 398  | Чичваркин Евгений Александрович | предприниматель | 03.06.2022              |                            |
| 399  | Команда против пыток/Комитет против пыток | правозащитная организация, занимающаяся общественным расследованием дел о применении пыток                                                                                        | 10.06.2022              |                            |
| 400  | Общество с ограниченной ответственностью «Первый научный»                                                                                                | юридическое лицо, учреждённое иноагентом Евгением Понасенковым | 20.06.2022              |                            |
| 401  | Общество с ограниченной ответственностью «Вертолёт и ко»                                                                                                 | юридическое лицо, учреждённое иноагентом Алексеем Пивоваровым | 15.07.2022              |                            |
| 402  | Белоцерковская Вероника Борисовна | журналист, блогер | 22.07.2022              |                            |
| 403  | Кац Максим Евгеньевич | блогер, политик, общественный деятель | 22.07.2022              |                            |
| 404  | Лазарева Татьяна Юрьевна | актриса, телеведущая, общественный деятель | 22.07.2022              |                            |
| 405  | Шаведдинов Руслан Табризович | политический и общественный деятель | 22.07.2022              |                            |
| 406  | Яшин Илья Валерьевич | политик, общественный деятель | 22.07.2022              |                            |
| 407  | Общество с ограниченной ответственностью «Иноагент ААВ»                                                                                                  | юридическое лицо, учреждённое иноагентом Алексеем Венедиктовым | 27.07.2022              |                            |
| 408  | Алешковский Дмитрий Петрович | общественный деятель, журналист | 29.07.2022              |                            |
| 409  | Альбац Евгения Марковна | журналистка | 29.07.2022              |                            |
| 410  | Быков Дмитрий Львович | писатель, публицист | 29.07.2022              |                            |
| 411  | Галямина Юлия Евгеньевна | политик | 02.09.2022              |                            |
| 412  | Лойко Сергей Леонидович | журналист | 02.09.2022              |                            |
| 413  | Мартынов Кирилл Константинович | главный редактор «Новой газеты. Европа», публицист | 02.09.2022              |                            |
| 414  | Медведев Сергей Александрович | политолог | 02.09.2022              |                            |
| 415  | Крашенинников Фёдор Геннадиевич | политолог | 02.09.2022              |                            |
| 416  | Общество с ограниченной ответственностью «Новости» | | 02.09.2022              | 10.11.2023                 |
| 417  | Гордеева Катерина Владимировна | журналистка, интервьюер | 02.09.2022              |                            |
| 418  | Гордон Дмитрий Ильич | украинский журналист и блогер | 02.09.2022              |                            |
| 419  | Жданов Иван Юрьевич | общественный деятель, юрист | 02.09.2022              |                            |
| 420  | Фёдоров Кирилл Владимирович | психолог, правозащитник | 02.09.2022              |                            |
| 421  | Зимин Борис Дмитриевич | общественный деятель, предприниматель | 02.09.2022              |                            |
| 422  | Шац Михаил Григорьевич | шоумен, телеведущий | 02.09.2022              |                            |
| 423  | Макаревич Андрей Вадимович | рок-музыкант, певец | 02.09.2022              |                            |
| 424  | Афанасьев Андрей Андреевич | журналист Радио «Свобода» и Sotaproject | 09.09.2022              |                            |
| 425  | Общество с ограниченной ответственностью «Время колокольчиков»                                                                                           | | 09.09.2022              | 18.10.2024                 |
| 426  | Латынина Юлия Леонидовна | журналистка, публицист | 09.09.2022              |                            |
| 427  | Соловей Валерий Дмитриевич | историк, политолог | 09.09.2022              |                            |
| 428  | Наки Майкл Сидней | блогер, журналист | 09.09.2022              |                            |
| 429  | Эйдельман Тамара Натановна | историк, блогер | 09.09.2022              |                            |
| 430  | Шукаева Елена Викторовна | журналистка Радио «Свобода» | 09.09.2022              |                            |
| 431  | Галкин Максим Александрович | артист эстрады, пародист | 16.09.2022              |                            |
| 432  | Иванов Дмитрий Сергеевич | блогер под псевдонимом «Камикадзе Ди» | 23.09.2022              |                            |
| 433  | Кен Даниил Олегович | глава профсоюза «Альянс учителей» | 23.09.2022              |                            |
| 434  | Кушнарь Александр Александрович | журналист | 23.09.2022              |                            |
| 435  | Цимбалюк Роман Владимирович | журналист УНИАН, блогер | 23.09.2022              |                            |
| 436  | Мартыненко Тимофей Сергеевич | активист движения «Весна» | 06.10.2022              |                            |
| 437  | Литвин Богдан Геннадьевич | активист, координатор движения «Весна» | 06.10.2022              |                            |
| 438  | Балтатарова Евгения Семёновна | журналистка, общественный деятель | 07.10.2022              |                            |
| 439  | Глуховский Дмитрий Алексеевич | писатель | 07.10.2022              |                            |
| 440  | «Ресурсный центр для ЛГБТ» | | 07.10.2022              |                            |
| 441  | Попова Алёна Владимировна | активистка, общественный деятель | 07.10.2022              |                            |
| 442  | Сторожева Ирина Владимировна | журналистка, активистка | 07.10.2022              |                            |
| 443  | Фёдоров Мирон Янович | рэп-исполнитель под псевдонимом «Oxxxymiron» | 07.10.2022              |                            |
| 444  | Ясавеев Искэндэр Габдрахманович | социолог, колумнист «Idel.Реалии», активист | 07.10.2022              |                            |
| 445  | Общество с ограниченной ответственностью «Вольные люди»                                                                                                  | | 12.10.2022              | 07.03.2025                 |
| 446  | Долин Антон Владимирович | журналист, кинокритик | 14.10.2022              |                            |
| 447  | Жадаев Иван Алексеевич | журналист, бывший редактор «МБХ медиа» | 14.10.2022              |                            |
| 448  | Куцылло Вероника Иосифовна | журналистка, бывший главный редактор «МБХ медиа» | 14.10.2022              |                            |
| 449  | Рувинский Владимир Владимирович | журналист, бывший главный редактор сайта «Эхо Москвы» | 14.10.2022              |                            |
| 450  | Телегина Наталия Геннадьевна | журналистка | 14.10.2022              |                            |
| 451  | Дзядко Тихон Викторович | журналист, главный редактор телеканала «Дождь» | 14.10.2022              |                            |
| 452  | Харатьян Кирилл Евгеньевич | журналист, преподаватель РАНХиГС | 14.10.2022              |                            |
| 453  | Молодёжное демократическое движение «Весна» | | 14.10.2022              |                            |
| 454  | Низовцев Дмитрий Александрович | ведущий YouTube-канала «Популярная политика» | 14.10.2022              |                            |
| 455  | Ярмыш Кира Александровна | общественный деятель, пресс-секретарь Алексея Навального | 14.10.2022              |                            |
| 456  | Общество с ограниченной ответственностью «Иновещание» | юридическое лицо, учреждённое иноагентом Валерием Соловеем | 20.10.2022              |                            |
| 457  | Зыгарь Михаил Викторович | писатель, журналист | 21.10.2022              |                            |
| 458  | Босов Катерина Евгеньевна | вдова бизнесмена Дмитрия Босова | 21.10.2022              |                            |
| 459  | Кочкин Семён Александрович | юрист, правозащитник, экс-координатор Чебоксарского штаба Навального | 21.10.2022              |                            |
| 460  | Роднянский Александр Ефимович | режиссёр, продюсер | 21.10.2022              |                            |
| 461  | Габбасов Руслан Салаватович | башкирский национальный и политический деятель, экоактивист | 21.10.2022              |                            |
| 462  | Плющев Александр Владимирович | журналист, ведущий радио- и YouTube-программ | 21.10.2022              |                            |
| 463  | Пономарёв Илья Владимирович | политический деятель | 21.10.2022              |                            |
| 464  | Шадрина Татьяна Владимировна | журналистка, ведущая радио- и YouTube-программ | 21.10.2022              |                            |
| 465  | Шуманов Илья Вячеславович | глава «Трансперенси Интернешнл — Россия» | 21.10.2022              |                            |
| 466  | Баев Андрей Сергеевич | директор сервиса Bookmate | 28.10.2022              |                            |
| 467  | Докучаев Алексей Алексеевич | основатель издательства Individuum | 28.10.2022              |                            |
| 468  | Беньяш Михаил Михайлович | адвокат | 28.10.2022              |                            |
| 469  | Березовец Тарас Валерьевич | журналист, ведущий радио- и YouTube-программ | 28.10.2022              |                            |
| 470  | Котрикадзе Екатерина Бесикиевна | журналистка, ведущая радио- и YouTube-программ | 28.10.2022              |                            |
| 471  | Роменский Владимир Андреевич | журналист, ведущий радио- и YouTube-программ | 28.10.2022              |                            |
| 472  | Синдеева Наталья Владимировна | журналистка, ведущая радио- и YouTube-программ | 28.10.2022              |                            |
| 473  | Яковина Иван Викторович | журналист, политический обозреватель | 28.10.2022              |                            |
| 474  | Закрытая компания с ограниченной ответственностью «Букмейт Лимитед» (Ирландия)                                                                           | | 28.10.2022              |                            |
| 475  | Биккинин Ирек Дамирович | журналист, общественный деятель | 18.11.2022              |                            |
| 476  | Колезев Дмитрий Евгеньевич | журналист, главред «Republic» | 18.11.2022              |                            |
| 477  | Алексеев Иван Александрович | музыкант, рэп- и рок-исполнитель под псевдонимом «Noize MC» | 18.11.2022              |                            |
| 478  | Заякин Андрей Викторович | общественный деятель, журналист, сооснователь «Диссернет» | 18.11.2022              |                            |
| 479  | Карпук (Левиев) Руслан Леонидович | сооснователь Conflict Intelligence Team | 18.11.2022              |                            |
| 480  | Мальцев Вячеслав Вячеславович | видеоблогер | 18.11.2022              |                            |
| 481  | Светов Михаил Владимирович | блогер, основатель SVTV News | 18.11.2022              |                            |
| 482  | Усанова Олимпиада Валентиновна | правозащитница | 18.11.2022              |                            |
| 483  | Шихман Ирина Юрьевна | журналистка, видеоблогер, интервьюер | 18.11.2022              |                            |
| 484  | Барабашова Любовь Григорьевна | журналистка «Радио Свобода», «Сибирь. Реалии» | 25.11.2022              |                            |
| 485  | Новиков Илья Сергеевич | адвокат | 25.11.2022              |                            |
| 486  | Монгайт Анна Викторовна | журналистка, телеведущая, продюсер телеканала «Дождь» | 25.11.2022              |                            |
| 487  | Гармажапова Александра Цыреновна | глава фонда «Свободная Бурятия» | 25.11.2022              |                            |
| 488  | Телин Фёдор Алексеевич | бывший волонтёр штаба Навального в Уфе | 25.11.2022              |                            |
| 489  | Ройзман Евгений Вадимович | политик, общественный деятель | 25.11.2022              |                            |
| 490  | Ковин Виталий Сергеевич | координатор движения наблюдателей «Голос» | 25.11.2022              |                            |
| 491  | Московский региональный общественный благотворительный фонд «Социальное партнёрство»                                                                     | | 25.11.2022              |                            |
| 492  | Общество с ограниченной ответственностью «Город без преград»                                                                                             | юридическое лицо, учреждённое иноагентом Искэндэром Ясавеевым | 25.11.2022              |                            |
| 493  | Транс-инициативная группа «Т-Действие» | | 25.11.2022              |                            |
| 494  | Аскеров Ровшан Энвер оглы | журналист, знаток телевизионной игры «Что? Где? Когда?» | 09.12.2022              |                            |
| 495  | Экологическое движение «42» | | 09.12.2022              |                            |
| 496  | Апресян Рубен Грантович | философ | 09.12.2022              |                            |
| 497  | Фишман Михаил Владимирович | журналист | 09.12.2022              |                            |
| 498  | Мурзагулов Ростислав Рафкатович | политолог, политтехнолог, журналист, писатель | 09.12.2022              |                            |
| 499  | The Bell | | 09.12.2022              |                            |
| 500  | Региональная общественная организация «Экологическая вахта Сахалина»                                                                                     | | 16.12.2022              | 11.04.2023                 |
| 501  | Автономная некоммерческая организация «Центр сохранения и изучения лососёвых видов рыб и мест их обитания»                                               | | 16.12.2022              | 11.04.2023                 |
| 502  | Самарская общественная организация ЛГБТ+ «Ирида» | | 16.12.2022              |                            |
| 503  | Таратута Юлия Леонидовна | журналистка, главред «Wonderzine» | 16.12.2022              |                            |
| 504  | Тютрин Иван Иванович | журналист, оппозиционный политик и общественный деятель | 16.12.2022              |                            |
| 505  | Любимов Дмитрий Александрович | журналист | 16.12.2022              |                            |
| 506  | Давыдов Дмитрий Викторович | бизнесмен | 16.12.2022              |                            |
| 507  | Грязневич Наталья Владимировна | депутат | 16.12.2022              |                            |
| 508  | Жвик Анастасия Николаевна | журналистка | 23.12.2022              |                            |
| 509  | Ганнушкина Светлана Алексеевна | правозащитница | 23.12.2022              |                            |
| 510  | Пьяных Глеб Валентинович | журналист, телеведущий, видеоблогер | 23.12.2022              |                            |
| 511  | Колесников Андрей Владимирович | журналист, политолог | 23.12.2022              |                            |
| 512  | Автономная некоммерческая организация социально-спортивных программ «Спортивное ЛГБТ-сообщество»                                                         | | 23.12.2022              | 23.08.2023                 |
| 513  | Anti-Corruption Foundation Inc. | | 23.12.2022              |                            |
| 514  | «Феминистское Антивоенное Сопротивление» | | 23.12.2022              |                            |
| 515  | Общественная организация «Роскомсвобода» | | 23.12.2022              |                            |
| 516  | Троицкий Артемий Кивович | журналист | 13.01.2023              |                            |
| 517  | Смольянинов Артур Сергеевич | актёр | 13.01.2023              |                            |
| 518  | Кирсанов Сергей Владимирович | бывший священник | 13.01.2023              |                            |
| 519  | Фурсов Анатолий Владимирович | юрист | 13.01.2023              |                            |
| 520  | Ухов Сергей Анатольевич | создатель регионального медиа «Пермь 36,6», экс-координатор штаба Навального в Пермском крае                                                                                      | 13.01.2023              |                            |
| 521  | Шелест Александр | журналист | 13.01.2023              |                            |
| 522  | Общество с ограниченной ответственностью «ТЕНЕС» | | 13.01.2023              |                            |
| 523  | Гырдымова Елизавета Андреевна | певица, музыкант, композитор и автор песен под псевдонимом «Монеточка» | 20.01.2023              |                            |
| 524  | Осечкин Владимир Валерьевич | правозащитник, основатель общественного проекта «Гулагу-нет!» | 20.01.2023              |                            |
| 525  | Устимов Антон Михайлович | видеоблогер под псевдонимом «Антон Пикули» | 20.01.2023              |                            |
| 526  | Яганов Ибрагим Хасанбиевич | политический и общественный деятель | 20.01.2023              |                            |
| 527  | Харченко Вадим Михайлович | блогер | 20.01.2023              |                            |
| 528  | Беседина Дарья Станиславовна | урбанист, депутат Московской городской Думы VII созыва | 20.01.2023              |                            |
| 529  | Проект для трансгендерных людей и их близких «T9 NSK» | | 20.01.2023              |                            |
| 530  | Прусикин Илья Владимирович | музыкант, лидер группы Little Big | 27.01.2023              |                            |
| 531  | Агумава Фидель Эдуардович | журналист | 27.01.2023              |                            |
| 532  | Омбадыков Эрдни Басан | президент Объединения буддистов Калмыкии | 27.01.2023              |                            |
| 533  | Кашапов Рафис Рафаилович | правозащитник | 27.01.2023              |                            |
| 534  | Серенко Дарья Андреевна | общественная деятельница, акционистка, поэтесса и художница | 27.01.2023              |                            |
| 535  | Общество с ограниченной ответственностью «Философия ненасилия»                                                                                           | | 27.01.2023              | 15.08.2025                 |
| 536  | Фонд развития цифровых прав | | 27.01.2023              |                            |
| 537  | Мезерин Павел Владимирович | политолог, аналитик, журналист, координатор движения «Свободная Ингрия» | 03.02.2023              |                            |
| 538  | Соболев Николай Юрьевич | видеоблогер, писатель, бизнесмен и певец | 03.02.2023              | 15.03.2024                 |
| 539  | Макашенец Александр Юрьевич | журналист | 03.02.2023              |                            |
| 540  | Дудко Екатерина Артуровна | писательница под псевдонимом «Катерина Сильванова» | 03.02.2023              |                            |
| 541  | Прокашева Елена Владимировна | писательница под псевдонимом «Елена Малисова» | 03.02.2023              |                            |
| 542  | Рамазанова Земфира Талгатовна | рок-певица, музыкант под псевдонимом «Земфира» | 10.02.2023              |                            |
| 543  | Гудков Дмитрий Геннадьевич | политик | 10.02.2023              |                            |
| 544  | Галлямов Аббас Радикович | политолог | 10.02.2023              |                            |
| 545  | Намазбаева Татьяна Валерьевна | активистка | 10.02.2023              |                            |
| 546  | Асланян Сергей Степанович | журналист | 10.02.2023              |                            |
| 547  | Шпилькин Сергей Александрович | физик, электоральный статистик | 10.02.2023              |                            |
| 548  | Ривина Анна Валерьевна | общественный деятель | 10.02.2023              |                            |
| 549  | Казанцева Александра Николаевна | общественный деятель | 10.02.2023              |                            |
| 550  | Зубов Андрей Борисович | историк, философ | 17.02.2023              |                            |
| 551  | Школа свободной общественной мысли «Возрождение» | | 17.02.2023              |                            |
| 552  | Лошак Андрей Борисович | журналист | 17.02.2023              |                            |
| 553  | Всемирный фонд дикой природы | | 10.03.2023              | 12.11.2024                 |
| 554  | Фонд «Свободная Бурятия» | | 10.03.2023              |                            |
| 555  | Губарев Данил Евгеньевич | журналист | 10.03.2023              |                            |
| 556  | Гуриев Сергей Маратович | экономист | 10.03.2023              |                            |
| 557  | Гершензон Лев Михайлович | медиа-менеджер | 10.03.2023              |                            |
| 558  | Гудков Геннадий Владимирович | политик | 10.03.2023              |                            |
| 559  | Водвуд Вераника Сергеевна | блогер-феминистка под псевдонимом «nixelpixel» | 10.03.2023              |                            |
| 560  | Варламов Илья Александрович | видеоблогер, журналист, общественный деятель | 23.03.2023              |                            |
| 561  | Парни Плюс/Парни+ | | 23.03.2023              |                            |
| 562  | Чиков Павел Владимирович | юрист, правозащитник и общественный деятель | 23.03.2023              |                            |
| 563  | Айсин Руслан Валерьевич | политолог, общественный деятель | 23.03.2023              |                            |
| 564  | Лада-Русь Светлана Михайловна | общественный деятель | 23.03.2023              |                            |
| 565  | Бакалейко Богдан Владимирович | журналист | 23.03.2023              |                            |
| 566  | Покровский Максим Сергеевич | певец, композитор, автор песен, актёр театра и кино | 31.03.2023              |                            |
| 567  | Бойко Сергей Андреевич | общественный и политический деятель | 31.03.2023              |                            |
| 568  | Чентемиров Георгий Ростиславович | журналист | 31.03.2023              |                            |
| 569  | «Теплица социальных технологий» | | 31.03.2023              |                            |
| 570  | Альянс гетеросексуалов и ЛГБТ за равноправие | | 31.03.2023              |                            |
| 571  | «Настоящая Россия» | | 31.03.2023              |                            |
| 572  | Общество с ограниченной ответственностью «Хроникёр» | юридическое лицо, учреждённое иноагентом Владимиром Рувинским | 05.04.2023              | 30.05.2025                 |
| 573  | Бабченко Аркадий Аркадьевич | журналист | 07.04.2023              |                            |
| 574  | Слепаков Семён Сергеевич | комедийный актёр, сценарист, продюсер, поэт, певец, музыкант и автор-исполнитель песен                                                                                            | 14.04.2023              |                            |
| 575  | Яковенко Игорь Александрович | журналист, социолог | 14.04.2023              |                            |
| 576  | Мунтян Павел Андреевич | мультипликатор, продюсер, сценарист, создатель анимационного сериала Mr. Freeman                                                                                                  | 14.04.2023              |                            |
| 577  | Каныгин Павел Юрьевич | журналист и репортёр-расследователь | 14.04.2023              |                            |
| 578  | Фонд Карнеги за международный мир | | 14.04.2023              |                            |
| 579  | Издание «Агентство» | | 14.04.2023              |                            |
| 580  | Интернет-издание «Полигон» | | 14.04.2023              |                            |
| 581  | «Радужная ассоциация» | | 14.04.2023              |                            |
| 582  | Грозев Христо | журналист-расследователь, медиаэксперт и медиаинвестор | 21.04.2023              |                            |
| 583  | Севец-Ермолина Наталья Фёдоровна | журналист, блогер | 21.04.2023              |                            |
| 584  | Вихарева Эльвира Владимировна | журналист, блогер | 21.04.2023              |                            |
| 585  | Автономная некоммерческая правозащитная организация «Школа призывника»                                                                                   | | 21.04.2023              |                            |
| 586  | Журналистский проект «Адвокатская улица» | | 21.04.2023              |                            |
| 587  | Матвеев Ян Андреевич | политолог | 05.05.2023              |                            |
| 588  | Осовцов Александр Авраамович | политический деятель | 05.05.2023              |                            |
| 589  | Преображенский Иван Сергеевич | политолог | 05.05.2023              |                            |
| 590  | Албуров Георгий Валентинович | политический и общественный деятель, блогер | 05.05.2023              |                            |
| 591  | Максакова-Игенбергс Мария Петровна | оперная певица | 05.05.2023              |                            |
| 592  | Певчих Мария Константиновна | журналист-расследователь | 05.05.2023              |                            |
| 593  | Пастухов Владимир Борисович | политолог, публицист и юрист | 05.05.2023              |                            |
| 594  | Агафонова Елена Владимировна | доярка, правозащитница | 05.05.2023              |                            |
| 595  | «Кризисная группа СК SOS» (North Caucasus SOS Crisis Group)                                                                                              | | 05.05.2023              |                            |
| 596  | Общество с ограниченной ответственностью «ТАЙГА ИНФО» | | 05.05.2023              | 23.08.2024                 |
| 597  | Женское общественно-политическое движение «Мягкая сила»                                                                                                  | | 05.05.2023              |                            |
| 598  | Общественная организация «Санкт-Петербургский Русский ПЕН-клуб»                                                                                          | | 05.05.2023              | 21.11.2023                 |
| 599  | Бортник Егор Михайлович | рок-музыкант, поэт, вокалист и гитарист под псевдонимом «Лёва Би-2» | 26.05.2023              |                            |
| 600  | Аллеман Ирина Владимировна | блогер | 26.05.2023              |                            |
| 601  | Иноземцев Владислав Леонидович | экономист, социолог и политический деятель | 26.05.2023              |                            |
| 602  | Чернышов Сергей Андреевич | директор ООО «Новоколледж», учредитель АНО ПО «Новоколледж», | 26.05.2023              |                            |
| 603  | Архипова Александра Сергеевна | антрополог | 26.05.2023              |                            |
| 604  | Габуев Александр Тамерланович | востоковед | 26.05.2023              |                            |
| 605  | Пшеничная Анна Эдуардовна | журналистка | 26.05.2023              |                            |
| 606  | Цуканова Ольга Викторовна | лидер движения «Совет матерей и жён» | 26.05.2023              |                            |
| 607  | «Общенародный Союз Возрождения России» | | 26.05.2023              |                            |
| 608  | «Совет матерей и жён» | | 26.05.2023              |                            |
| 609  | Гаджиев Магомед Тажудинович | политический и общественный деятель. Депутат Государственной Думы IV, V, VI и VII созывов                                                                                         | 26.05.2023              |                            |
| 610  | Супер Роман Владимирович | журналист | 02.06.2023              |                            |
| 611  | Орешкин Дмитрий Борисович | политолог | 02.06.2023              |                            |
| 612  | Кузахметов Максим Рафикович | историк | 02.06.2023              |                            |
| 613  | Издание «Проект» | | 02.06.2023              |                            |
| 614  | Общество с ограниченной ответственностью «ЯРНОВОСТИ» | | 02.06.2023              | 17.01.2025                 |
| 615  | Шлосберг Лев Маркович | общественный и политический деятель | 16.06.2023              |                            |
| 616  | Алексашенко Сергей Владимирович | экономист | 16.06.2023              |                            |
| 617  | Манский Виталий Всеволодович | режиссёр документального кино | 16.06.2023              |                            |
| 618  | Прокопьева Светлана Владимировна | журналистка | 16.06.2023              |                            |
| 619  | Информационный портал «ВЕСЬМА» | | 16.06.2023              |                            |
| 620  | Фонд «Свободная Якутия» | | 16.06.2023              |                            |
| 621  | Парамонова Юлия Борисовна | журналистка проекта «Север.Реалии» | 16.06.2023              |                            |
| 622  | Невзлин Леонид Борисович | предприниматель и общественный деятель | 23.06.2023              |                            |
| 623  | Колмановский Илья Александрович | научный журналист, популяризатор науки | 23.06.2023              |                            |
| 624  | Лобанов Михаил Сергеевич | учёный-математик, общественный деятель | 23.06.2023              |                            |
| 625  | Боварь Виталий Викторович | оппозиционный политик, экс-замглавы МО Владимирский округ (Санкт-Петербург) | 23.06.2023              |                            |
| 626  | Латыпов Роберт Рамилевич | общественный деятель, председатель пермского отделения международного общества «Мемориал»                                                                                         | 23.06.2023              |                            |
| 627  | Белик Александр Еленович | юрист, правозащитник, координатор «Движения сознательных отказчиков» | 23.06.2023              |                            |
| 628  | Ступин Евгений Викторович | оппозиционный политик, депутат Московской городской Думы VII созыва | 23.06.2023              |                            |
| 629  | «Движение сознательных отказчиков» | | 23.06.2023              |                            |
| 630  | Комьюнити-центр «Действие» | | 23.06.2023              |                            |
| 631  | Гребенщиков Борис Борисович | поэт, рок-музыкант, композитор, певец, основатель и лидер рок-группы «Аквариум»                                                                                                   | 30.06.2023              |                            |
| 632  | Тимонов Михаил Леонидович | оппозиционный политик, депутат Московской городской Думы VII созыва | 30.06.2023              |                            |
| 633  | Морев Андрей Зиновьевич | оппозиционный политик, экс-глава муниципального округа Якиманка (Москва) | 30.06.2023              |                            |
| 634  | Гольдшмидт Филипп (Пинхас) | бывший главный раввин Москвы | 30.06.2023              |                            |
| 635  | Горпинченко Алексей Вячеславович | журналист | 30.06.2023              | 13.12.2024                 |
| 636  | Караулов Андрей Викторович | журналист, телеведущий | 30.06.2023              |                            |
| 637  | Автономная некоммерческая общеобразовательная организация «Англо-американская школа Москвы»                                                              | | 30.06.2023              | 23.08.2024                 |
| 638  | Сетевое издание Sota.Vision | | 30.06.2023              |                            |
| 639  | Издание «Бумага» | | 30.06.2023              |                            |
| 640  | Боровой Константин Натанович | политик, предприниматель | 21.07.2023              |                            |
| 641  | Козырев Михаил Натанович | журналист, музыкальный критик, продюсер | 21.07.2023              |                            |
| 642  | Суляндзига Павел Васильевич | общественный активист | 21.07.2023              |                            |
| 643  | Литвинов Александр Сергеевич | журналист | 21.07.2023              | 20.09.2024                 |
| 644  | «Центр Т» | | 21.07.2023              |                            |
| 645  | Общественная организация «Омское гражданское объединение»                                                                                                | | 21.07.2023              |                            |
| 646  | Автономная некоммерческая организация содействия улучшению качества жизни людей из групп социального риска «Право каждого»                               | | 21.07.2023              |                            |
| 647  | Интернет-журнал и медиаплатформа «7х7 — Горизонтальная Россия»                                                                                           | | 21.07.2023              |                            |
| 648  | Общество с ограниченной ответственностью «Три «Ч» | | 27.07.2023              |                            |
| 649  | Общество с ограниченной ответственностью «БИТРЭЙ» | юридическое лицо, учреждённое иноагентом Юрием Дудём | 27.07.2023              | 18.07.2025                 |
| 650  | Пионтковский Андрей Андреевич | математик, политолог, публицист | 18.08.2023              |                            |
| 651  | Сотникова Татьяна Александровна | писательница под псевдонимом «Анна Берсенева» | 18.08.2023              |                            |
| 652  | Горалик Линор-Джулия (Горалик Юлия Борисовна) | писательница, поэтесса, переводчица, автор комикс-стрипов | 18.08.2023              |                            |
| 653  | Кривенко Сергей Владимирович | член правления Международного общества «Мемориал», директор Правозащитной группы «Гражданин. Армия. Право».                                                                       | 18.08.2023              |                            |
| 654  | Илларионов Андрей Николаевич | экономист и политик, общественный деятель | 18.08.2023              |                            |
| 655  | Кондакова Саргылана Константиновна | преподаватель, соосновательница фонда «Свободная Якутия» | 18.08.2023              |                            |
| 656  | Довданов Владимир Анатольевич | помощник депутата Государственной Думы | 18.08.2023              |                            |
| 657  | Крутихин Михаил Иванович | филолог, журналист, историк, нефтегазовый аналитик | 25.08.2023              |                            |
| 658  | Дымарский Виталий Наумович | публицист, переводчик и педагог, журналист, радио- и телеведущий, колумнист | 25.08.2023              |                            |
| 659  | Рогов Кирилл Юрьевич | политолог, филолог и журналист | 25.08.2023              |                            |
| 660  | Эггерт Константин Петрович | журналист, публицист, обозреватель | 25.08.2023              |                            |
| 661  | Кочесоков Мартин Хусенович | глава черкесской общественной организации «Хабзэ» | 25.08.2023              |                            |
| 662  | Штефанов Александр Андреевич | историк, видеоблогер | 25.08.2023              |                            |
| 663  | Проект My Russian Rights | | 25.08.2023              |                            |
| 664  | Интернет-издание «Довод» | | 25.08.2023              |                            |
| 665  | Муратов Дмитрий Андреевич | журналист, правозащитник | 01.09.2023              |                            |
| 666  | Белый Руслан Викторович | комик, юморист | 01.09.2023              |                            |
| 667  | Радзинский Олег Эдвардович | финансист, писатель, банкир | 01.09.2023              |                            |
| 668  | Баршева Оксана Андреевна | журналист под псевдонимом «Ксения Ларина» | 01.09.2023              |                            |
| 669  | Резник Максим Львович | политик | 01.09.2023              |                            |
| 670  | Сонин Константин Исаакович | экономист | 01.09.2023              |                            |
| 671  | Карпов Евгений Вячеславович | воронежский активист | 01.09.2023              |                            |
| 672  | Катаев Денис Сергеевич | журналист | 01.09.2023              |                            |
| 673  | Вачагаев Майрбек Момуевич | историк, политический деятель | 01.09.2023              |                            |
| 674  | Антивоенное этническое движение «Новая Тыва» (New Tuva)                                                                                                  | | 01.09.2023              |                            |
| 675  | Котляров Владимир Андреевич | музыкант, вокалист группы «Порнофильмы» | 08.09.2023              |                            |
| 676  | Митрохин Николай Александрович | социолог, историк-советолог, публицист | 08.09.2023              |                            |
| 677  | Шакиров Мумин Шакирович | кинорежиссёр и журналист | 08.09.2023              |                            |
| 678  | Мальгин Андрей Викторович | журналист, литературовед, литературный критик | 08.09.2023              |                            |
| 679  | Пелевина Наталья Владиславовна | политический деятель, член федерального политсовета партии ПАРНАС | 08.09.2023              |                            |
| 680  | Подольская Ольга Валерьевна | депутат | 08.09.2023              |                            |
| 681  | Белковский Станислав Александрович | политический технолог, публицист и радиоведущий | 15.09.2023              |                            |
| 682  | Фёдоров Юрий Евгеньевич | военный политолог, физик | 15.09.2023              |                            |
| 683  | Седов Кирилл Вадимович | журналист | 15.09.2023              |                            |
| 684  | Шепелин Илья Андреевич | журналист, телеведущий | 15.09.2023              |                            |
| 685  | Кочегин Евгений Сергеевич | экс-координатора штаба Алексея Навального в Волгограде | 15.09.2023              |                            |
| 686  | Сидельников Андрей Александрович | лидер российского молодёжного движения «Пора» | 13.10.2023              |                            |
| 687  | Малаховская Елена Владимировна | журналистка | 13.10.2023              |                            |
| 688  | Доможиров Евгений Валерьевич | экс-депутат Заксобрания Вологодской области | 13.10.2023              |                            |
| 689  | Рудакова Диана Борисовна | экс-глава тамбовского штаба Навального | 13.10.2023              |                            |
| 690  | Рудой Андрей Владимирович | политический деятель, блогер | 13.10.2023              |                            |
| 691  | Жуковский Владислав Сергеевич | экономист, биржевой и финансовый аналитик | 13.10.2023              |                            |
| 692  | Муждабаев Айдер Иззетович | заместитель генерального директора первого крымскотатарского телеканала «ATR» и член Союза крымских татар                                                                         | 13.10.2023              |                            |
| 693  | Вотановский Виталий Викторович | краснодарский активист | 13.10.2023              |                            |
| 694  | Ковальченко Сергей Владимирович | журналист | 13.10.2023              |                            |
| 695  | Романова Ольга Евгеньевна | журналистка, теле- и радиоведущая | 13.10.2023              |                            |
| 696  | Волобуев Игорь Михайлович | бывший вице-президент Газпромбанка | 13.10.2023              |                            |
| 697  | Курманакаев Анвар Мусабиевич | активист Ногайского национального политического центра в изгнании | 13.10.2023              |                            |
| 698  | Косыгин Илья Евгеньевич | главный редактор издания «Довод» | 20.10.2023              |                            |
| 699  | Кунадзе Георгий Фридрихович | экс-замминстра иностранных дел России | 20.10.2023              |                            |
| 700  | Савва Михаил Валентинович | политолог | 20.10.2023              |                            |
| 701  | Общество с ограниченной ответственностью «Новогодний выпуск 2023»                                                                                        | | 30.10.2023              |                            |
| 702  | Общество с ограниченной ответственностью «ТРАНСМИССИЯ»                                                                                                   | | 30.10.2023              | 18.10.2024                 |
| 703  | Качур Кирилл Витальевич | юрист | 03.11.2023              |                            |
| 704  | Губин Дмитрий Павлович | журналист | 03.11.2023              |                            |
| 705  | Еловский Дмитрий Сергеевич | журналист | 03.11.2023              |                            |
| 706  | Солдатов Андрей Алексеевич | главный редактор сайта Agentura.ru | 03.11.2023              |                            |
| 707  | Снеговая Мария Владиславовна | политолог | 03.11.2023              |                            |
| 708  | Малов Алексей Владимирович | экс-депутат Гдовского районного собрания Псковской области | 10.11.2023              |                            |
| 709  | Колдобский (Шелин) Сергей Григорьевич | журналист | 10.11.2023              |                            |
| 710  | Проект «Гроза» | | 10.11.2023              |                            |
| 711  | «Кедр.медиа» | | 10.11.2023              |                            |
| 712  | Общество с ограниченной ответственностью «Команда против пыток»                                                                                          | | 16.11.2023              |                            |
| 713  | Никандров Марат Игоревич | блогер | 17.11.2023              |                            |
| 714  | Троянова Яна Александровна | актриса | 17.11.2023              |                            |
| 715  | Морозов Александр Олегович | политолог | 17.11.2023              |                            |
| 716  | Бер Илья Леонидович | журналист-фактчекер, бывший редактор игры «Кто хочет стать миллионером», основатель проверено.медиа                                                                               | 17.11.2023              |                            |
| 717  | Свердлин Григорий Сергеевич | правозащитник, основатель проекта «Идите лесом» | 17.11.2023              |                            |
| 718  | Интернет-издание «The Moscow Times» | | 17.11.2023              |                            |
| 719  | Hidemy.network Ltd. | VPN-сервис | 17.11.2023              |                            |
| 720  | Давлятчин Илья Владимирович | журналист | 24.11.2023              |                            |
| 721  | Венявкин Илья Геннадиевич | историк | 24.11.2023              |                            |
| 722  | Юсупов Идрис Гасан-Гусейнович | журналист | 24.11.2023              |                            |
| 723  | Общество с ограниченной ответственностью «ЛЮДИ» | | 24.11.2023              |                            |
| 724  | Касьянов Михаил Михайлович | политик, 6-й Председатель Правительства Российской Федерации (2000—2004) | 24.11.2023              |                            |
| 725  | Эйдман Игорь Виленович | социолог | 01.12.2023              |                            |
| 726  | Буракова Анастасия Андреевна | юрист, активистка | 01.12.2023              |                            |
| 727  | Проект «Ковчег» | | 01.12.2023              |                            |
| 728  | «Телеканал Дождь» | | 01.12.2023              |                            |
| 729  | Вайсман Анатолий Александрович | актёр | 15.12.2023              |                            |
| 730  | Шведов Григорий Сергеевич | правозащитник и журналист | 15.12.2023              |                            |
| 731  | Пирогова Хельга Вадимовна | муниципальный депутат Совета депутатов города Новосибирска | 15.12.2023              |                            |
| 732  | Затирко Андрей Викторович | журналист | 15.12.2023              |                            |
| 733  | Соколов Денис Владимирович | старший научный сотрудник | 15.12.2023              |                            |
| 734  | Ратникова Валерия Евгеньевна | журналистка | 22.12.2023              |                            |
| 735  | Дарбинян Саркис Симонович | адвокат, медиаюрист | 22.12.2023              |                            |
| 736  | Рыклин Александр Юрьевич | журналист | 22.12.2023              |                            |
| 737  | Баунов Александр Германович | журналист | 22.12.2023              |                            |
| 738  | Куваев Олег Игоревич | мультипликатор | 22.12.2023              |                            |
| 739  | Кураев Андрей Вячеславович | религиозный и общественный деятель | 22.12.2023              |                            |
| 740  | Проект «Можем объяснить» | | 22.12.2023              |                            |
| 741  | Интернет-издание «Вёрстка Медиа» | | 22.12.2023              |                            |
| 742  | Общество с ограниченной ответственностью «ВОБНИАР» | юридическое лицо, учреждённое иноагентом Маратом Никандровым | 22.12.2023              |                            |
| 743  | Чхартишвили Григорий Шалвович | писатель под псевдонимом «Борис Акунин» | 12.01.2024              |                            |
| 744  | Минкин Александр Викторович | журналист | 12.01.2024              |                            |
| 745  | Соколов Антон Сергеевич | бывший депутат городского собрания Йошкар-Олы | 12.01.2024              |                            |
| 746  | Куршин Андрей Владимирович | администратор Телеграм-канала | 12.01.2024              |                            |
| 747  | Интернет-издание «Холод» | | 12.01.2024              |                            |
| 748  | Юдин Григорий Борисович | социолог | 19.01.2024              |                            |
| 749  | Тагаева Лола Маджидовна | журналистка, главный редактор интернет-издания «Вёрстка» | 19.01.2024              |                            |
| 750  | Чирикова Евгения Сергеевна | политик, экоактивистка | 19.01.2024              |                            |
| 751  | Живица Владислав Геннадьевич | экс-депутат Смоленской областной Думы | 19.01.2024              |                            |
| 752  | Олейник Владислав Александрович | блогер | 19.01.2024              |                            |
| 753  | Лекторий «Живое слово» | | 19.01.2024              |                            |
| 754  | «Комитет ингушской независимости» | | 19.01.2024              |                            |
| 755  | Трудолюбов Максим Анатольевич | журналист | 26.01.2024              |                            |
| 756  | Потапенко Дмитрий Валерьевич | предприниматель, радиоведущий | 26.01.2024              |                            |
| 757  | Проект «ВОТ ТАК» | | 26.01.2024              |                            |
| 758  | Соколов Никита Павлович | кандидат исторических наук, публицист, журналист | 02.02.2024              |                            |
| 759  | Орлов Олег Петрович | правозащитник, член совета ПЦ «Мемориал» | 02.02.2024              |                            |
| 760  | Козловский Станислав Александрович | википедист, учёный-психолог | 02.02.2024              |                            |
| 761  | Картавин Антон Викторович | депутат Совета депутатов Новосибирска VII созыва | 02.02.2024              |                            |
| 762  | Степанов Сергей Николаевич | журналист | 02.02.2024              |                            |
| 763  | Чимаров Михаил Юрьевич | фотограф, ЛГБТ-активист | 02.02.2024              |                            |
| 764  | Общество с ограниченной ответственностью «ЁЛКИН КАРТОН»                                                                                                  | юридическое лицо, учреждённое иноагентом Сергеем Ёлкиным | 09.02.2024              |                            |
| 765  | Синеокая Юлия Вадимовна | учительница, философ, профессор РАН | 16.02.2024              |                            |
| 766  | Наринская Анна Анатольевна | журналист, литературный критик | 16.02.2024              |                            |
| 767  | Кукушкин Никита Андреевич | актёр «Гоголь-центра», основатель благотворительного проекта «Помощь» | 16.02.2024              |                            |
| 768  | Тиньков Олег Юрьевич | предприниматель, бывший владелец банка Tinkoff | 16.02.2024              |                            |
| 769  | Арцуев Аслан Хамзатович | адвокат, правозащитник | 16.02.2024              |                            |
| 770  | Улицкая Людмила Евгеньевна | прозаик, переводчица, сценаристка | 01.03.2024              |                            |
| 771  | Хржановский Илья Андреевич | кинорежиссёр, сценарист, продюсер | 01.03.2024              |                            |
| 772  | Медведев Сергей Юрьевич | экс-депутат Пермской городской думы | 01.03.2024              |                            |
| 773  | Центр защиты прав человека «Мемориал» | | 01.03.2024              |                            |
| 774  | Благотворительный фонд помощи социально-незащищённым гражданам «Нужна помощь»                                                                            | | 01.03.2024              |                            |
| 775  | Беленькая Марианна Борисовна | востоковед-арабист, журналист | 15.03.2024              |                            |
| 776  | Липсиц Игорь Владимирович | учёный-экономист, бывший сотрудник НИУ ВШЭ | 15.03.2024              |                            |
| 777  | Каверзина Светлана Викторовна | политик, депутат Совета депутатов Новосибирска VII созыва | 15.03.2024              |                            |
| 778  | Кашинцев Олег Вячеславович | экс-майор полиции | 15.03.2024              |                            |
| 779  | Либеров Роман Александрович | режиссёр, сценарист, продюсер | 15.03.2024              |                            |
| 780  | Трескунов Семён Алексеевич | актёр | 15.03.2024              |                            |
| 781  | Ишутин Кирилл Валерьевич | сооснователь издания «Довод» | 15.03.2024              |                            |
| 782  | Некоммерческое партнёрство содействия распространению энциклопедических знаний «Викимедиа РУ»                                                            | | 18.03.2024              | 07.03.2025                 |
| 783  | Набутов Кирилл Викторович | спортивный комментатор, телеведущий | 22.03.2024              |                            |
| 784  | Скобов Александр Валерьевич | политик, историк, журналист, правозащитник | 22.03.2024              |                            |
| 785  | Проект «Лаборатория публичной социологии» | | 22.03.2024              |                            |
| 786  | «Смола» («Smola») | | 22.03.2024              |                            |
| 787  | Проект «T-invariant» | | 22.03.2024              |                            |
| 788  | Вишневский Борис Лазаревич | бывший руководитель фракции «Яблоко» в Законодательном собрании Санкт-Петербурга                                                                                                  | 29.03.2024              |                            |
| 789  | Прохоров Вадим Юрьевич | адвокат | 29.03.2024              |                            |
| 790  | Проект «Первый отдел» | | 29.03.2024              |                            |
| 791  | Общество с ограниченной ответственностью «БОЛЬШАЯ СЕМЁРКА»                                                                                               | юридическое лицо, учреждённое иноагентами Виталем Дымарским, Александром Штефановым, Владиславом Жуковским, Еленой Малаховской, Мумином Шакировым, Андреем Рудым и Русланом Белым | 01.04.2024              |                            |
| 792  | Общество с ограниченной ответственностью «ИНСТИТУТ НЕЙРОКОГНИТИВНЫХ ИССЛЕДОВАНИЙ»                                                                        | юридическое лицо, учреждённое иноагентом Станиславом Козловским | 02.04.2024              |                            |
| 793  | Веллер Михаил Иосифович | писатель | 05.04.2024              |                            |
| 794  | Татулова Анастасия Анатольевна | предпринимательница, основательница сети семейных кафе «АндерСон» | 05.04.2024              |                            |
| 795  | «Российское социалистическое движение» (РСД) | оппозиционная левая политическая организация | 05.04.2024              |                            |
| 796  | Филиппов Иван Борисович | журналист, писатель | 12.04.2024              |                            |
| 797  | Барабанов Илья Алексеевич | журналист, специальный корреспондент Русской службы Би-би-си | 12.04.2024              |                            |
| 798  | Казанцева Анастасия Андреевна | научный журналист | 12.04.2024              |                            |
| 799  | Кузьмин Николай Александрович | псковский депутат от партии Яблоко | 12.04.2024              |                            |
| 800  | Асташин Иван Игоревич | правозащитник, публицист | 12.04.2024              |                            |
| 801  | Общество с ограниченной ответственностью «ИНОАГЕНТ АВК»                                                                                                  | юридическое лицо, учреждённое иноагентом Андреем Карауловым | 12.04.2024              |                            |
| 802  | Общество с ограниченной ответственностью «СЧАСТЛИВЫЙ БИЛЕТ»                                                                                              | юридическое лицо, учреждённое иноагентом Виктором Воробьёвым | 31.05.2024              |                            |
| 803  | Андреева Мария Борисовна | активистка движения «Путь домой» | 31.05.2024              |                            |
| 804  | Дунцова Екатерина Сергеевна | политик, журналист | 31.05.2024              |                            |
| 805  | Иванов Павел Викторович | муниципальный депутат Басманного района Москвы от КПРФ | 31.05.2024              |                            |
| 806  | Литвинович Марина Алексеевна | политолог, журналист | 31.05.2024              |                            |
| 807  | Движение «Путь домой» | | 31.05.2024              |                            |
| 808  | Интернет-проект «SOTA» | | 31.05.2024              |                            |
| 809  | Проект «Republic» | | 31.05.2024              |                            |
| 810  | Артемьев Игорь Андреевич | социолог-урбанист, кандидат на выборах в Мосгордуму в 2024 году | 14.06.2024              |                            |
| 811  | Комелев Алексей Юрьевич | политтехнолог | 14.06.2024              |                            |
| 812  | Кучер Станислав Александрович | журналист | 14.06.2024              |                            |
| 813  | Поперечный Данила Алексеевич | комик, блогер | 14.06.2024              |                            |
| 814  | Раткин Альберт Викторович | пастор | 14.06.2024              |                            |
| 815  | Антонов Сергей Юрьевич | политтехнолог, бывший кандидат на пост главы Удмуртии | 21.06.2024              |                            |
| 816  | Винатье Лоран Клод Жан-Луи | политолог, сотрудник швейцарской неправительственной организации Центр гуманитарного диалога                                                                                      | 21.06.2024              |                            |
| 817  | Волохонский Владимир Львович | муниципальный депутат Санкт-Петербурга | 21.06.2024              |                            |
| 818  | Качанов Роман Романович | режиссёр, сценарист | 21.06.2024              |                            |
| 819  | Кириллов Никита Никитович | бывший муниципальный депутат Санкт-Петербурга | 21.06.2024              |                            |
| 820  | Прянишников Алексей Александрович | юрист, правозащитник | 21.06.2024              |                            |
| 821  | Курбангалеева Фарида Рашидовна | журналистка, телеведущая, бывшая ведущая программы «Вести» на телеканале «Россия-1»                                                                                               | 28.06.2024              |                            |
| 822  | Пахалюк Константин Александрович | политолог, историк | 28.06.2024              |                            |
| 823  | Спирин Дмитрий Александрович | рок-музыкант, бывший вокалист группы «Тараканы!» | 28.06.2024              |                            |
| 824  | Шаблинский Илья Георгиевич | учёный-правовед, доктор юридических наук | 28.06.2024              |                            |
| 825  | Шуршев Александр Олегович | экс-муниципальный депутат и член партии «Яблоко» | 28.06.2024              |                            |
| 826  | Хейкинен Дарья Дмитриевна | экс-глава петербургского штаба Бориса Надеждина | 28.06.2024              |                            |
| 827  | Вайпан Григорий Викторович | юрист | 05.07.2024              |                            |
| 828  | Герасименко Олеся Михайловна | журналистка, бывший специальный корреспондент «Русской службы Би-би-си» | 05.07.2024              |                            |
| 829  | Ежов Сергей Александрович | журналист интернет-издания «The Insider» | 05.07.2024              |                            |
| 830  | Трошин Сергей Александрович | муниципальный депутат Санкт-Петербурга | 05.07.2024              |                            |
| 831  | Уткин Фёдор Викторович | бывший муниципальный депутат Санкт-Петербурга | 05.07.2024              |                            |
| 832  | Богданова Дарья Алексеевна | блогер, правнучка советского лётчика Валерия Чкалова | 12.07.2024              |                            |
| 833  | Каруличева Анна Николаевна | экс-муниципальный депутат Санкт-Петербурга | 12.07.2024              |                            |
| 834  | «Русский криминал», «ВЧК-ОГПУ» | Telegram-каналы | 12.07.2024              |                            |
| 835  | Кисин Евгений Игоревич | классический музыкант, пианист-виртуоз | 19.07.2024              |                            |
| 836  | Михнов-Вайтенко Григорий Александрович | епископ и предстоятель Апостольской православной церкви | 19.07.2024              |                            |
| 837  | Цибирев Дмитрий Александрович | политический активист | 19.07.2024              |                            |
| 838  | Швец Юрий Борисович | блогер, журналист, бывший советский разведчик, американский политический деятель                                                                                                  | 19.07.2024              |                            |
| 839  | Матвеев Илья Александрович | политолог, участник проекта «Лаборатория публичной социологии» | 26.07.2024              |                            |
| 840  | «BILD на русском» | немецкая еженедельная иллюстрированная газета-таблоид | 26.07.2024              |                            |
| 841  | Давлетгильдеев Ренат Маратович | журналист, ЛГБТ-активист | 16.08.2024              |                            |
| 842  | Павлов Андрей Васильевич | предприниматель, основатель сети магазинов обуви Zenden | 16.08.2024              |                            |
| 843  | «ЕЖ» / «BRIEF» / «ЕЖ/дневник» | Telegram-канал | 16.08.2024              |                            |
| 844  | «ЕЖ главное» / «BRIEF Важное» / «Незыгаревский» / «ЕЖ/главное»                                                                                           | Telegram-канал | 16.08.2024              |                            |
| 845  | «НЕЗЫГАРЬ» | анонимный Telegram-канал | 16.08.2024              |                            |
| 846  | «Сирена» | Telegram-канал | 16.08.2024              |                            |
| 847  | Лукьянова Елена Анатольевна | юрист, адвокат, правозащитник | 30.08.2024              |                            |
| 848  | Тимченко Галина Викторовна | журналист, медиаменеджер | 30.08.2024              |                            |
| 849  | Автономная некоммерческая организация информационных и правовых услуг «Гражданская инициатива против экологической преступности»                         | | 30.08.2024              |                            |
| 850  | «Коалиция Новосибирск 2020» | объединение оппозиционных политиков на выборах в Совет депутатов Новосибирска | 30.08.2024              |                            |
| 851  | Канкия Давид Николаевич | координатор движения «Голос» в Краснодарском крае | 06.09.2024              |                            |
| 852  | Савельев Александр Валерьевич | журналист издания «Протокол» | 06.09.2024              |                            |
| 853  | Маршенкулова Залина Хамидовна | феминистка, журналистка | 06.09.2024              |                            |
| 854  | Янковский Аркадий Эдуардович | политик, депутат Государственной Думы II созыва | 06.09.2024              |                            |
| 855  | Беляева Нина Александровна | экс-депутат Семилукского райсовета Воронежской области | 13.09.2024              |                            |
| 856  | Дорохов Владимир Юрьевич | заместитель председателя партии «Яблоко» | 13.09.2024              |                            |
| 857  | Ежов Михаил Анатольевич | музыкант, видеодизайнер | 13.09.2024              |                            |
| 858  | Распутин Ярослав Иванович | ЛГБТ-активист, журналист сайта «Парни Плюс» | 13.09.2024              |                            |
| 859  | Степанов Олег Олегович | политик, координатор московского штаба Алексея Навального | 13.09.2024              |                            |
| 860  | Общество с ограниченной ответственностью «Собеседник-Медиа»                                                                                              | общероссийская еженедельная общественно-политическая газета | 13.09.2024              |                            |
| 861  | Генис Александр Александрович | писатель, радиоведущий | 27.09.2024              |                            |
| 862  | Гуляев Сергей Владимирович | журналист, политик, депутат Законодательного собрания Санкт-Петербурга III созыва                                                                                                 | 27.09.2024              |                            |
| 863  | Урушадзе Георгий Фридонович | журналист, книгоиздатель | 27.09.2024              |                            |
| 864  | Фельштинский Юрий Георгиевич | историк | 27.09.2024              |                            |
| 865  | Эткинд Александр Маркович | культуролог, литературовед | 27.09.2024              |                            |
| 866  | Проект «Центр «Досье» | | 27.09.2024              |                            |
| 867  | Барановский Алексей Александрович | журналист, общественный деятель | 18.10.2024              |                            |
| 868  | Волна Андрей Анатольевич | врач-травматолог | 18.10.2024              |                            |
| 869  | Илюхин Сергей Валерьевич | депутат Городского совета Северодвинска | 18.10.2024              |                            |
| 870  | Константинов Даниил Ильич | политик, юрист, правозащитник | 18.10.2024              |                            |
| 871  | Матвейченков Максим Владимирович | журналист, экономический обозреватель под псевдонимом «Максим Блант» | 18.10.2024              |                            |
| 872  | Проект «Ateo» | Telegram-канал | 18.10.2024              |                            |
| 873  | Кавказский Николай Юрьевич | политик, член партии «Яблоко» | 25.10.2024              |                            |
| 874  | Лекманов Олег Андершанович | литературовед | 25.10.2024              |                            |
| 875  | Медведев Артём Павлович | бизнесмен, активист из Удмуртии | 25.10.2024              |                            |
| 876  | Хардин Антон Александрович | блогер | 25.10.2024              |                            |
| 877  | Интернет-портал «ASTRA» | Telegram-канал | 25.10.2024              |                            |
| 878  | Архангельский Александр Николаевич | литературовед, публицист | 01.11.2024              |                            |
| 879  | Горбачёв Александр Витальевич | музыкальный журналист | 01.11.2024              |                            |
| 880  | Зуева Анна Сергеевна | журналистка, блогер | 01.11.2024              |                            |
| 881  | Серёгин Алексей Александрович | журналист | 01.11.2024              |                            |
| 882  | Абдурахманов Тумсо Умалтович | чеченский политический и общественный деятель | 08.11.2024              |                            |
| 883  | Алесин Денис Владимирович | стендап-комик под псевдонимом «Денис Чужой» | 08.11.2024              |                            |
| 884  | Трещанин Дмитрий Евгеньевич | журналист, редактор «Медиазоны» | 08.11.2024              |                            |
| 885  | Проект «Говорит НеМосква» | | 08.11.2024              |                            |
| 886  | Афанасьева Вера Владимировна | физик, философ, писатель | 15.11.2024              |                            |
| 887  | Ториев Магомед Идрисович | журналист, правозащитник | 15.11.2024              |                            |
| 888  | Ваганов Вадим Александрович | ЛГБТ-активист | 22.11.2024              |                            |
| 889  | Шеин Олег Васильевич | общественный и политический деятель, депутат Государственной Думы III, IV, V, VI и VII созывов                                                                                    | 22.11.2024              |                            |
| 890  | Становая Татьяна Анатольевна | политолог | 29.11.2024              |                            |
| 891  | Исследовательский центр «Сова» | | 29.11.2024              |                            |
| 892  | Проект «Радио Сахаров» | онлайн-радио и подкаст-платформа команды Сахаровского центра | 29.11.2024              |                            |
| 893  | Марголис Екатерина Леонидовна | художник, публицист | 13.12.2024              |                            |
| 894  | Осмоловский Анатолий Феликсович | художник | 13.12.2024              |                            |
| 895  | Поночевный Игорь Васильевич | художник под псевдонимом «Алёша Ступин» | 13.12.2024              |                            |
| 896  | Белокиев Ислам Русланович | блогер | 20.12.2024              |                            |
| 897  | Ивлева-Йорк Виктория Марковна | журналистка, фотограф | 20.12.2024              |                            |
| 898  | Полозов Николай Николаевич | адвокат | 20.12.2024              |                            |
| 899  | Узаров Хасан Ганиевич | блогер под псевдонимом «Хасан Халитов» | 20.12.2024              |                            |
| 900  | Проект «Лаборатория университетской прозрачности» | | 20.12.2024              |                            |
| 901  | Беляков Данила Валерьевич | журналист | 27.12.2024              |                            |
| 902  | Ковалёв Алексей Андреевич | журналист | 27.12.2024              |                            |
| 903  | Львов Андрей Генриевич | бывший настоятель храма Серафима Саровского в Иванове | 27.12.2024              |                            |
| 904  | Меньшиков Андрей Владимирович | рэп-исполнитель под псевдонимом «Лигалайз» | 27.12.2024              |                            |
| 905  | Медиа-проект «Страна и мир. Sakharov Review» | | 27.12.2024              |                            |
| 906  | Проект «Трансперенси Интернешнл-Россия в изгнании» | | 27.12.2024              |                            |
| 907  | Кирия Ксения Дмитриевна | журналистка, телеведущая, сотрудница радиостанции «Голос Америки» | 17.01.2025              |                            |
| 908  | Козенко Андрей Дмитриевич | журналист | 17.01.2025              |                            |
| 909  | Лотарева Анастасия Александровна | экс-главный редактор «Таких дел» | 17.01.2025              |                            |
| 910  | Прокопенко Александра Сергеевна | журналистка, эксперт по российской экономической политике | 17.01.2025              |                            |
| 911  | Ромалийская Ирина Геннадьевна | журналистка телеканала «Настоящее время» | 17.01.2025              |                            |
| 912  | Рубин Антон Борисович | журналист, соавтор YouTube-канала «Разворот» | 17.01.2025              |                            |
| 913  | Проект «Идите лесом» | проект, помогающий уклоняться от мобилизации в России | 17.01.2025              |                            |
| 914  | Общество с ограниченной ответственностью «АЛАЯ БУКВА» | юридическое лицо, учреждённое иноагентом Алексеем Серёгиным | 17.01.2025              |                            |
| 915  | Барбашин Антон Игоревич | политический аналитик | 24.01.2025              |                            |
| 916  | Ившина Ольга Яковлевна | журналистка «Би-би-си» | 24.01.2025              |                            |
| 917  | Климов Максим Евгеньевич | экс-глава белгородского штаба Алексея Навального | 24.01.2025              |                            |
| 918  | Лешкевич Владислав Валерьевич | рэп-исполнитель под псевдонимом «Влади» | 24.01.2025              |                            |
| 919  | Продайвода Алексей Владимирович | украинский журналист «Настоящего времени», военный корреспондент | 24.01.2025              |                            |
| 920  | Федоровых Арина Эдуардовна | журналистка «Настоящего времени» | 24.01.2025              |                            |
| 921  | Проект «Поддержка политзаключённых. Мемориал» | | 24.01.2025              |                            |
| 922  | Абишев Илья Еркенович | корреспондент «Русской службы Би-би-си» | 31.01.2025              |                            |
| 923  | Зицер Вадим Семёнович | педагог-практик, писатель, журналист под псевдонимом «Дима Зицер» | 31.01.2025              |                            |
| 924  | Новашов Андрей Валерьевич | журналист, автор в журнале «Театр» | 31.01.2025              |                            |
| 925  | Раевский Владимир Евгеньевич | журналист, теле- и радиоведущий, продюсер | 31.01.2025              |                            |
| 926  | Суворкин Антон Владимирович | эстонский блогер под псевдонимом «Anton S» | 31.01.2025              |                            |
| 927  | Сухарев Дмитрий Вадимович | журналист-расследователь | 31.01.2025              |                            |
| 928  | Фохт-Бабушкина Елизавета Антоновна | продюсер «Русской службы Би-би-си» | 31.01.2025              |                            |
| 929  | Бусыгина Ирина Марковна | политолог, профессор НИУ ВШЭ | 07.02.2025              |                            |
| 930  | Голубева Анастасия Павловна | журналистка «Русской службы Би-би-си» | 07.02.2025              |                            |
| 931  | Осипова Светлана Витальевна | журналистка Радио «Свобода» | 07.02.2025              |                            |
| 932  | Панюшкин Валерий Валерьевич | журналист, литератор, теле- и радиоведущий, сценарист | 07.02.2025              |                            |
| 933  | Шевченко Анастасия Нукзариевна | журналистка, первый осуждённый по делу об участии в нежелательной организации человек                                                                                             | 07.02.2025              |                            |
| 934  | Шейтельман Михаил | политтехнолог, бывший советник Бориса Березовского | 07.02.2025              |                            |
| 935  | Проект «Зона солидарности» | | 07.02.2025              |                            |
| 936  | Ауслендер Сергей Дмитриевич | израильский военный журналист | 14.02.2025              |                            |
| 937  | Бондарев Борис Анатольевич | дипломат, бывший сотрудник МИД России | 14.02.2025              |                            |
| 938  | Гудков Лев Дмитриевич | социолог, преподаватель ВШЭ, ВШЕК при РГГУ, МВШСЭН | 14.02.2025              |                            |
| 939  | Кунгуров Алексей Анатольевич | журналист, писатель, политтехнолог | 14.02.2025              |                            |
| 940  | Парменов Никита Владимирович | журналист | 14.02.2025              |                            |
| 941  | Агалакова Жанна Леонидовна | журналистка, бывшая ведущая НТВ и «Первого канала» | 21.02.2025              |                            |
| 942  | Адагамов Рустем Ринатович | блогер под псевдонимом «drugoi» | 21.02.2025              |                            |
| 943  | Азар Илья Вильямович | журналист, бывший специальный корреспондент интернет-изданий «Lenta.ru» и «Meduza»                                                                                                | 21.02.2025              |                            |
| 944  | Александрова-Зорина Елизавета Борисовна | писательница, публицист, блогер, бывший колумнист газеты «Московский комсомолец»                                                                                                  | 21.02.2025              |                            |
| 945  | Лирник Антон Анатольевич | украинский актёр, шоумен, телеведущий | 21.02.2025              |                            |
| 946  | Гатов Василий Викторович | журналист и медиаэксперт | 07.03.2025              |                            |
| 947  | Жирнов Сергей Олегович | экс-офицер КГБ СССР, писатель, журналист | 07.03.2025              |                            |
| 948  | Климов Антон Михайлович | экс-муниципальный депутат Ленинградской области | 07.03.2025              |                            |
| 949  | Левшиц Николай Дмитриевич | автор русскоязычного Telegram-канала о Грузии | 07.03.2025              |                            |
| 950  | Хашиг Инал Николаевич | абхазский журналист, политолог и общественный деятель, главный редактор газеты «Чегемская правда»                                                                                 | 07.03.2025              |                            |
| 951  | Аксёнов Андрей Николаевич | историк, журналист | 14.03.2025              |                            |
| 952  | Боссарт Алла Борисовна | писательница, поэтесса, журналистка | 14.03.2025              |                            |
| 953  | Обухов Герман Викторович | американский общественный и политический деятель, политический заключённый в СССР                                                                                                 | 14.03.2025              |                            |
| 954  | Аршба Низфа Дарисмановна | абхазская журналистка | 21.03.2025              |                            |
| 955  | Балунов Александр Валентинович | рок-музыкант под псевдонимом «Балу», один из основателей хоррор-панк группы «Король и Шут»                                                                                        | 21.03.2025              |                            |
| 956  | Вырыпаев Иван Александрович | режиссёр театра и кино, актёр, сценарист | 21.03.2025              |                            |
| 957  | Комиссаров Станислав Андреевич | уличный художник под псевдонимом «Слава ПТРК» | 21.03.2025              |                            |
| 958  | Чаниа Изида Терентьевна | абхазская журналистка, главный редактор «Нужной газеты» | 21.03.2025              |                            |
| 959  | Шишкин Михаил Павлович | писатель-прозаик | 21.03.2025              |                            |
| 960  | Бровков Артём Андреевич | диджей, музыкант под псевдонимом «Fuze Krec», участник хип-хоп проекта Krec | 28.03.2025              |                            |
| 961  | Черепанова Ксения Фёдоровна | председатель городского отделения партии «Яблоко» в Великом Новгороде | 28.03.2025              |                            |
| 962  | Шмурнов Александр Иванович | спортивный журналист и комментатор | 28.03.2025              |                            |
| 963  | Щербакова Ирина Лазаревна | правозащитница, историк Нового времени, публицистка | 28.03.2025              |                            |
| 964  | Интернет-проект «Объектив» | | 28.03.2025              |                            |
| 965  | Барабаш Екатерина Юрьевна | журналистка, кинокритик | 04.04.2025              |                            |
| 966  | Губанов Алексей Александрович | блогер, стример на платформе Twitch под псевдонимом «JesusAVGN» | 04.04.2025              |                            |
| 967  | Лушников Алексей Германович | телеведущий, публицист, политический аналитик | 04.04.2025              |                            |
| 968  | Толстой Святослав Георгиевич | рок-музыкант под псевдонимом «Слава Толстой» | 04.04.2025              |                            |
| 969  | Издание «Гласная» | социальный журналистский проект на русском языке, чьи публикации направлены на преодоление стереотипов и продвижение гендерного равноправия в российском обществе                 | 04.04.2025              |                            |
| 970  | Каретникова Анна Георгиевна | правозащитница | 11.04.2025              |                            |
| 971  | Козырев Андрей Владимирович | 1-й министр иностранных дел Российской Федерации (1990–1996) | 11.04.2025              |                            |
| 972  | Счастливая Дарья Владимировна | украинская журналистка | 11.04.2025              |                            |
| 973  | Эппле Николай Владимирович | литературный критик | 11.04.2025              |                            |
| 974  | Общественно-политическое движение «Удмуртия против коррупции»                                                                                            | | 11.04.2025              |                            |
| 975  | Баблоян Ирина Арамовна | журналистка, экс-ведущая радиостанции «Эхо Москвы» | 18.04.2025              |                            |
| 976  | Чистякова Мария Владимировна | блогер под псевдонимом «Мари Говори» | 18.04.2025              |                            |
| 977  | Ширяев Вячеслав Эдуардович | предприниматель, продюсер, сценарист, режиссёр, журналист | 18.04.2025              |                            |
| 978  | Шпак Александр Константинович | фрик-блогер | 18.04.2025              |                            |
| 979  | Гончаров Василий Владимирович | музыкант под псевдонимом «Вася Обломов» | 25.04.2025              |                            |
| 980  | Сливяк Владимир Владимирович | экологический активист, эксперт по атомной энергетике | 25.04.2025              |                            |
| 981  | Смагин Никита Анатольевич | журналист, публицист | 25.04.2025              |                            |
| 982  | Сусолкин Константин Александрович | журналист под псевдонимом «Константин Березин» | 25.04.2025              |                            |
| 983  | Чернышёв Дмитрий Александрович | блогер под псевдонимом «mi3ch» | 25.04.2025              |                            |
| 984  | Зудиева Лутфие Ремзиевна | крымско-татарская журналистка | 16.05.2025              |                            |
| 985  | Комин Михаил Олегович | политолог | 16.05.2025              |                            |
| 986  | Лученко Ксения Валерьевна | журналистка, публицистка, филолог | 16.05.2025              |                            |
| 987  | Пуркин Дмитрий Николаевич | блогер под псевдонимом «Дед Архимед» | 16.05.2025              |                            |
| 988  | Международная общественная организация «Независимая ассоциация врачей»                                                                                   | | 16.05.2025              |                            |
| 989  | Общественно-политическое движение «Европейский Петербург»                                                                                                | | 16.05.2025              |                            |
| 990  | «Земский съезд» | сообщество независимых депутатов из разных регионов России | 16.05.2025              |                            |
| 991  | Королёв Андрей Владимирович | журналист | 23.05.2025              |                            |
| 992  | Некрасов Дмитрий Александрович | экономист, экс-сотрудник Администрации президента России | 23.05.2025              |                            |
| 993  | Пивоваров Юрий Сергеевич | историк, политолог | 23.05.2025              |                            |
| 994  | Рачинский Ян Збигневич | правозащитник, председатель правления общества «Мемориал» | 23.05.2025              |                            |
| 995  | Слабых Игорь Игоревич | юрист, американист | 23.05.2025              |                            |
| 996  | Смирнов Александр Александрович | поэт-перформер под псевдонимом «Александр Дельфинов» | 23.05.2025              |                            |
| 997  | Суханов Алексей Станиславович | украинский журналист (ранее — российский) | 23.05.2025              |                            |
| 998  | Охотин Григорий Никитич | исследователь, журналист, один из основателей «ОВД-Инфо» | 30.05.2025              |                            |
| 999  | Поливанова Александра Владимировна | правозащитница | 30.05.2025              |                            |
| 1000 | Ракша Алексей Игоревич | независимый демограф, экс-советник демографических рассчётов Росстата | 30.05.2025              |                            |
| 1001 | Фельдман Евгений Олегович | фотограф, фотокорреспондент | 30.05.2025              |                            |
| 1002 | Черкасов Александр Владимирович | журналист, правозащитник, экс-председатель совета правозащитного центра «Мемориал»                                                                                                | 30.05.2025              |                            |
| 1003 | Экслер Алексей Борисович | писатель, блогер, кинокритик | 30.05.2025              |                            |
| 1004 | «Москва против мобилизации» | проект, помогающий людям избежать призыва в армию в случае мобилизации | 30.05.2025              |                            |
| 1005 | Жемкова Елена Борисовна | правозащитница, исполнительный директор общества «Мемориал» | 06.06.2025              |                            |
| 1006 | Калганов Рустам Петрович | блогер под псевдонимом «Рустам Солнцев», бывший участник проекта «Дом-2» | 06.06.2025              |                            |
| 1007 | Козловский Олег Юрьевич | правозащитник | 06.06.2025              |                            |
| 1008 | Кутаев Руслан Махамдиевич | бывший вице-премьер Чеченской Республики Ичкерия (1996—1997), президент «Ассамблеи народов Кавказа»                                                                               | 06.06.2025              |                            |
| 1009 | Пивоваров Андрей Сергеевич | политик, экс-политический заключённый | 06.06.2025              |                            |
| 1010 | Секретарёва Наталия Михайловна | юрист из «Мемориала» | 06.06.2025              |                            |
| 1011 | Фицнер Виолетта Юрьевна | юрист из «Мемориала» и «ОВД-Инфо» | 06.06.2025              |                            |
| 1012 | Шедов Денис Викторович | правозащитник, юрист из «Мемориала» | 06.06.2025              |                            |
| 1013 | Бобринский Николай Алексеевич | юрист, бывший муниципальный депутат округа Раменки, колумнист «Правмира» и «Meduza»                                                                                               | 20.06.2025              |                            |
| 1014 | Ванюков Александр Евгеньевич | кардиохирург | 20.06.2025              |                            |
| 1015 | Гарина Анастасия Игоревна | правозащитница, экс-глава московского отделения «Комитета против пыток» | 20.06.2025              |                            |
| 1016 | Соломонов Артур Петрович | писатель, драматург, журналист, театральный критик | 20.06.2025              |                            |
| 1017 | Стомахин Борис Владимирович | публицист, получивший самый большой срок по 280-й и 282-й статьям УК РФ | 20.06.2025              |                            |
| 1018 | Хмелёв Александр Владимирович | ЛГБТ-активист | 20.06.2025              |                            |
| 1019 | Шукшин Иван Алексеевич | веб-программист, член движения «Голос» | 20.06.2025              |                            |
| 1020 | Медиапроект «Горби медиа» | | 20.06.2025              |                            |
| 1021 | Егорченко Евгений Андреевич | политический блогер, стример на платформе Twitch под псевдонимом «spb17o3» | 27.06.2025              |                            |
| 1022 | Звягин Иван Михайлович | психолог, общественный деятель из Курска | 27.06.2025              |                            |
| 1023 | Иманова Тамилла Вагиф кызы | правозащитница, юрист из «Мемориала» | 27.06.2025              |                            |
| 1024 | Иордатий Дмитрий Николаевич | рэп-исполнитель под псевдонимами «Наум Блик» и «Dry Ice», сооснователь рэп-группы «Ek-Playaz»                                                                                     | 27.06.2025              |                            |
| 1025 | Клыга Артём Александрович | юрист, правозащитник | 27.06.2025              |                            |
| 1026 | Трикоз Евгений Сергеевич | комик, бывший участник команды КВН «Обычные люди», блогер | 27.06.2025              |                            |
| 1027 | Елизаров Павел Олегович | активист, бывший соратник Бориса Немцова | 11.07.2025              |                            |
| 1028 | Зубарева Раиса Дмитриевна | активистка, соосновательница фонда «Свободная Якутия» | 11.07.2025              |                            |
| 1029 | Литвишко Дарья Алексеевна | журналистка, соавтор YouTube-канала «Разворот» | 11.07.2025              |                            |
| 1030 | Поташов Валерий Николаевич | журналист «Новой газеты» | 11.07.2025              |                            |
| 1031 | Росов Николай Вячеславович | блогер, стример | 11.07.2025              |                            |
| 1032 | Общественное движение «Наш выход» | общественное движение по поиску и возвращению домой военных ВС РФ | 11.07.2025              |                            |
| 1033 | Великий Дмитрий Сергеевич | блогер | 18.07.2025              |                            |
| 1034 | Жарков Василий Павлович | историк, экс-декан МВШСЭН | 18.07.2025              |                            |
| 1035 | Кириллова Ксения Валерьевна | журналистка | 18.07.2025              |                            |
| 1036 | Ольшевец Фелицата Дмитриевна | журналистка под псевдонимом «Маша Майерс» | 18.07.2025              |                            |
| 1037 | Резник Наталья Рэмовна | поэтесса, переводчица с английского языка | 18.07.2025              |                            |
| 1038 | Торстрём Ксения Владимировна | экс-муниципальный депутат округа Семёновский Санкт-Петербурга от партии «Яблоко»                                                                                                  | 18.07.2025              |                            |
| 1039 | Храмцов Дмитрий Александрович | блогер, бизнесмен | 18.07.2025              |                            |
| 1040 | Интернет-портал «Activatica.org» | | 18.07.2025              |                            |
| 1041 | Долиев Михаил Вячеславович | политолог | 08.08.2025              |                            |
| 1042 | Мовчан Андрей Андреевич | финансист, инвестор | 08.08.2025              |                            |
| 1043 | Мысина Оксана Анатольевна | актриса, режиссёр, радиоведущая | 08.08.2025              |                            |
| 1044 | Сивенок Андрей Александрович | блогер, журналист | 08.08.2025              |                            |
| 1045 | Проект «Продолжение следует» | интернет-проект, рассказывающий о жизни знаменитых людей и их политических взглядах, основанный иноагентом Павлом Каныгиным                                                       | 08.08.2025              |                            |
| 1046 | Кротов Марк Яковлевич | журналист | 15.08.2025              |                            |
| 1047 | Курмояров Иоанн Валерьевич | экс-иеромонах РПЦ | 15.08.2025              |                            |
| 1048 | Рудников Игорь Петрович | бывший главный редактор газеты «Новые Колёса» и экс-депутат Калининградской областной думы                                                                                        | 15.08.2025              |                            |
| 1049 | Солонин Марк Семёнович | писатель, публицист, видеоблогер, исторический ревизионист | 15.08.2025              |                            |
| 1050 | «Револьт-Центр» | независимое культурное пространство Сыктыквара | 15.08.2025              |                            |